# Frederik II van Pruisen

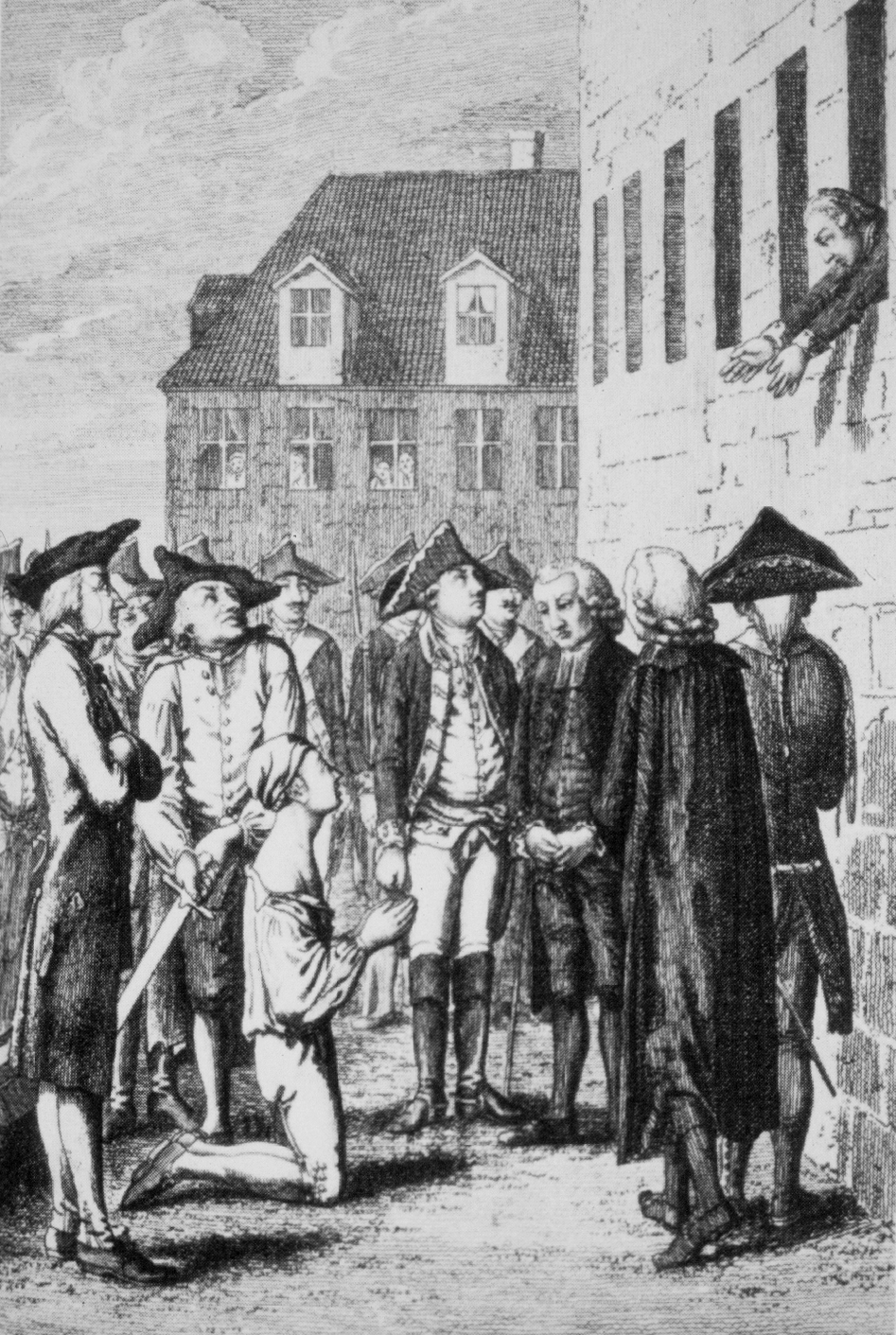
Frederik moest in 1730 vanuit het raam de onthoofding van zijn vriend von Katte aanzien.

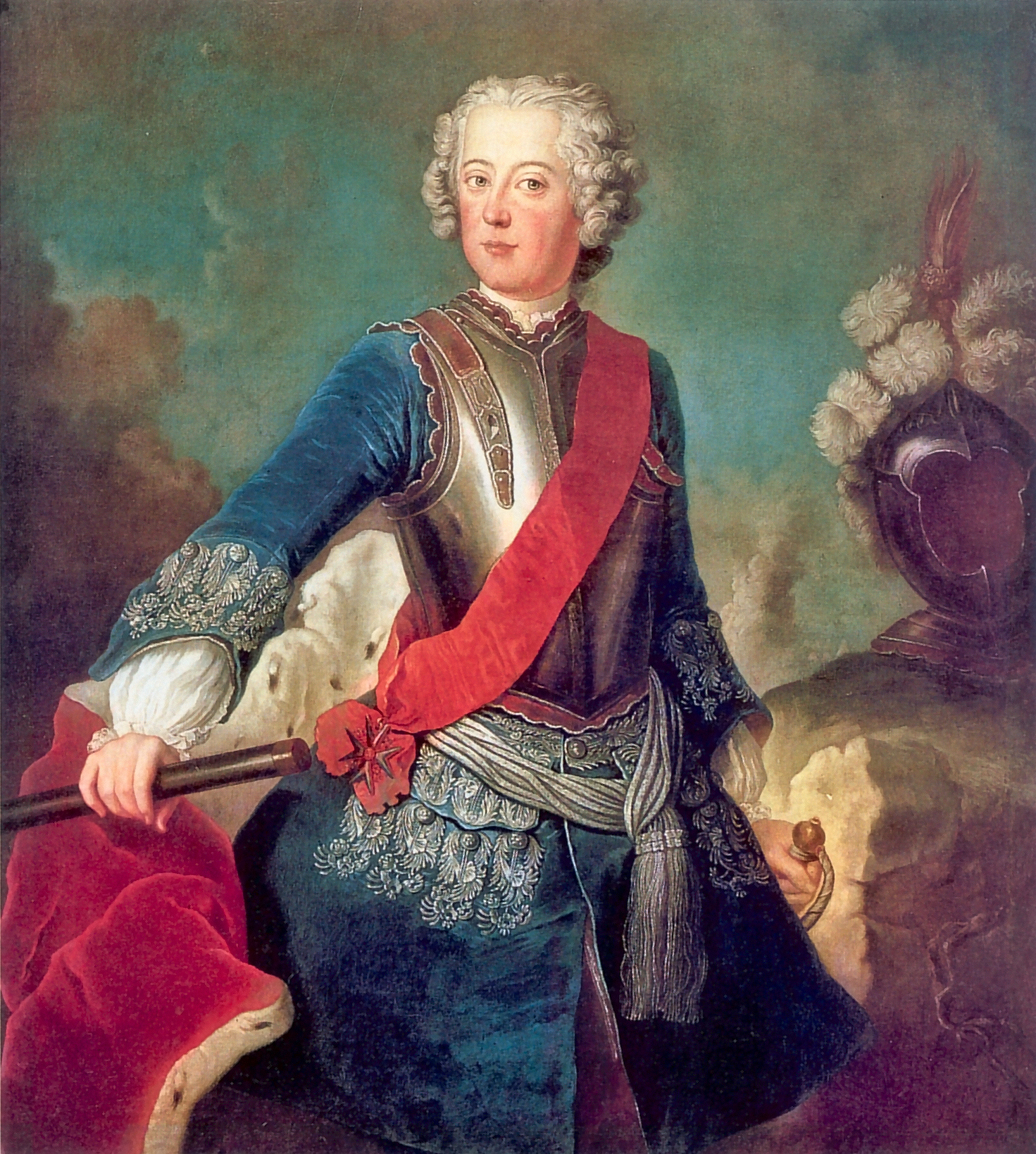
Frederik de Grote als kroonprins door Antoine Pesne (1736)

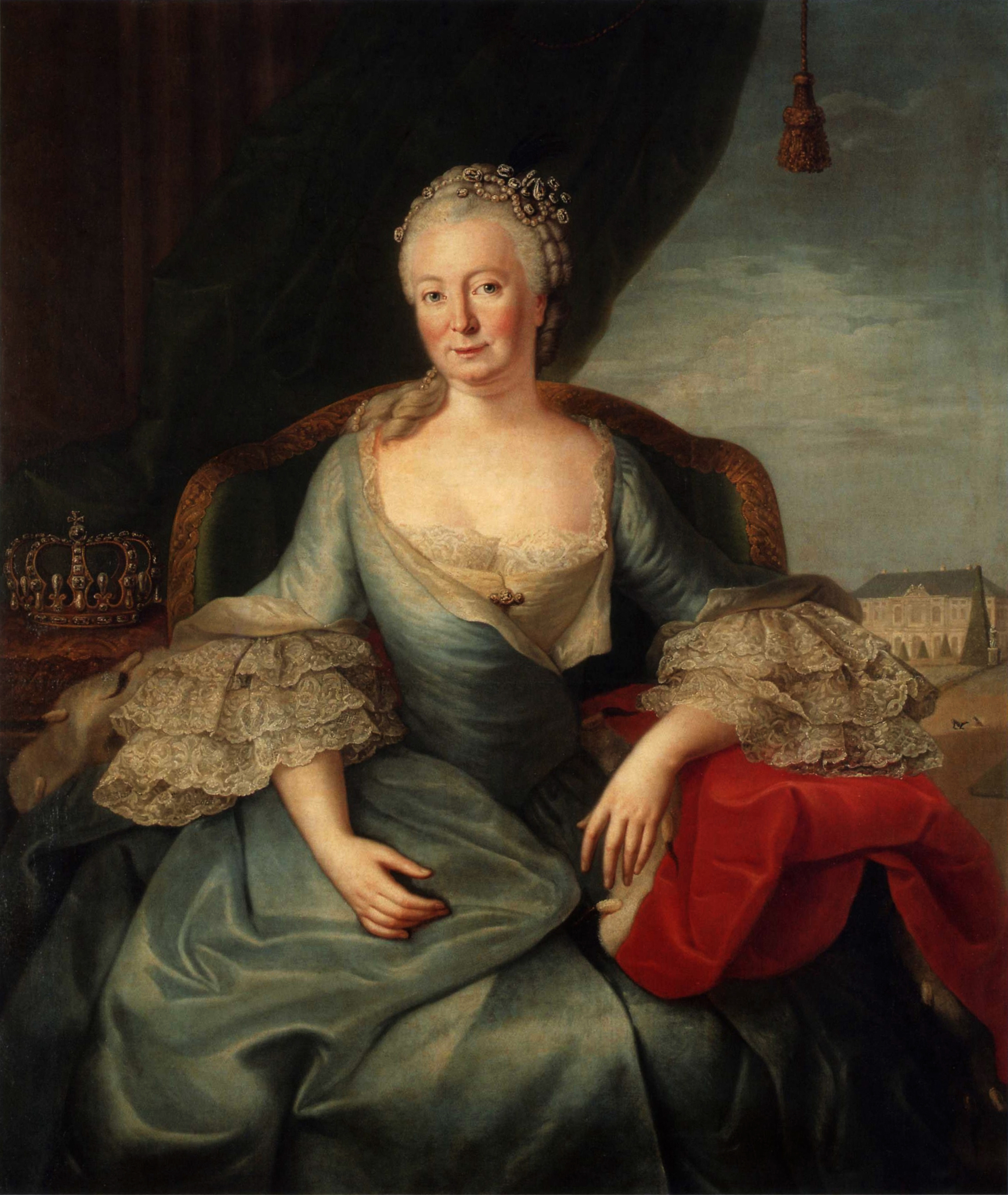
Hij leefde apart van zijn echtgenote Elisabeth Christine van Brunswijk-Bevern, die hij enkel ontmoette bij staatsaangelegenheden.

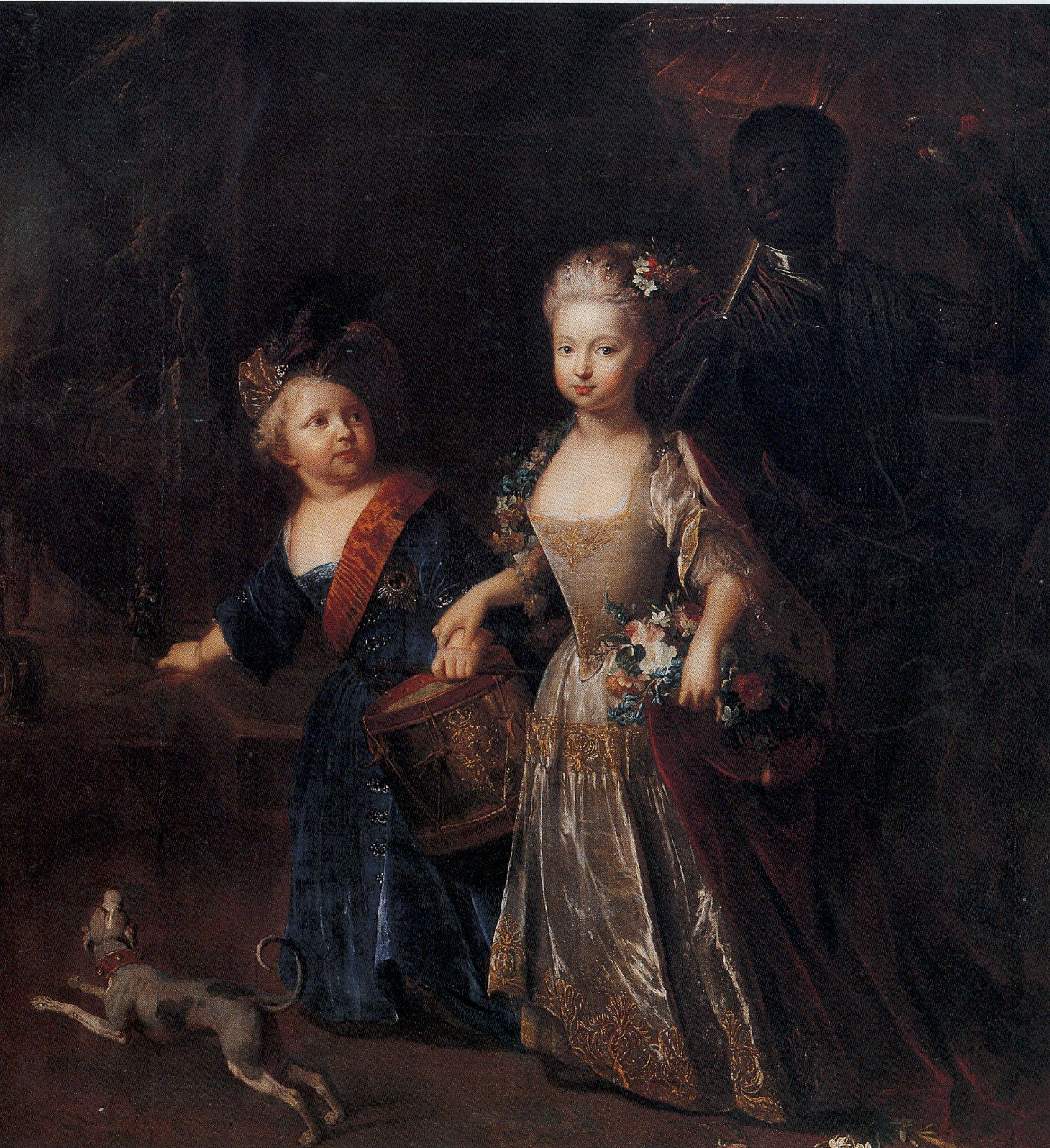
Frederik met zijn zus Wilhelmina, als kinderen, door Antoine Pesne, ca. 1715

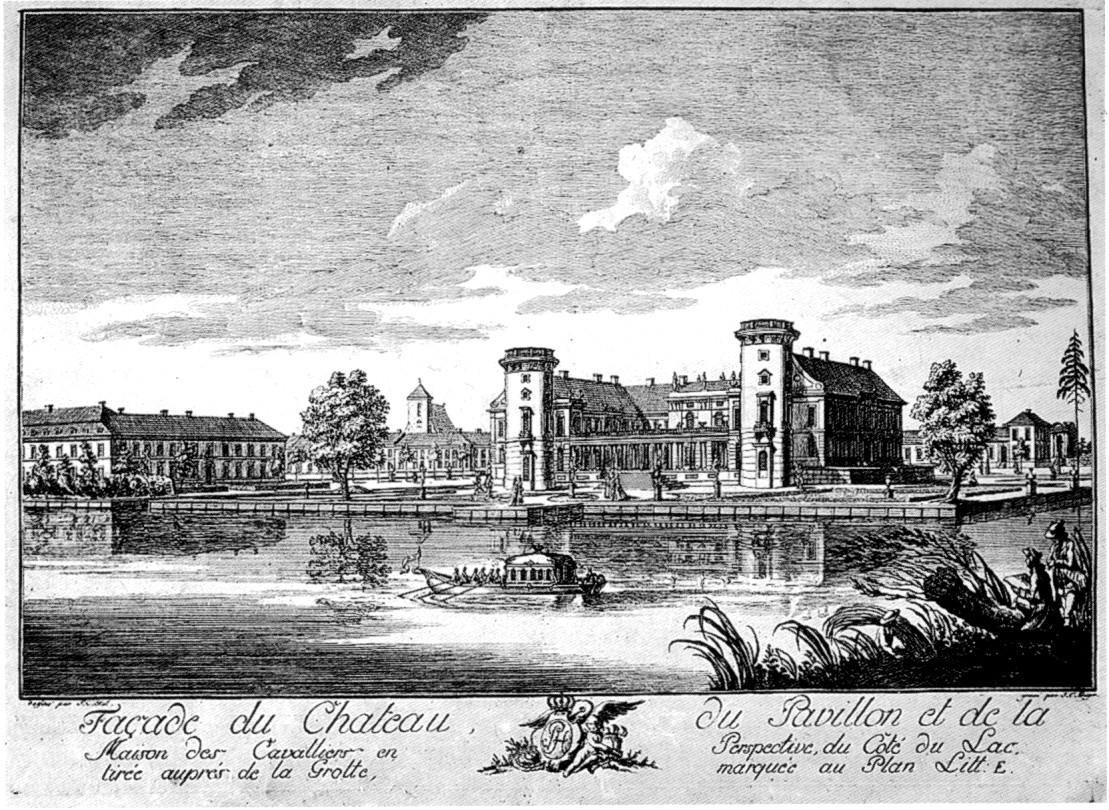
Slot Rheinsberg

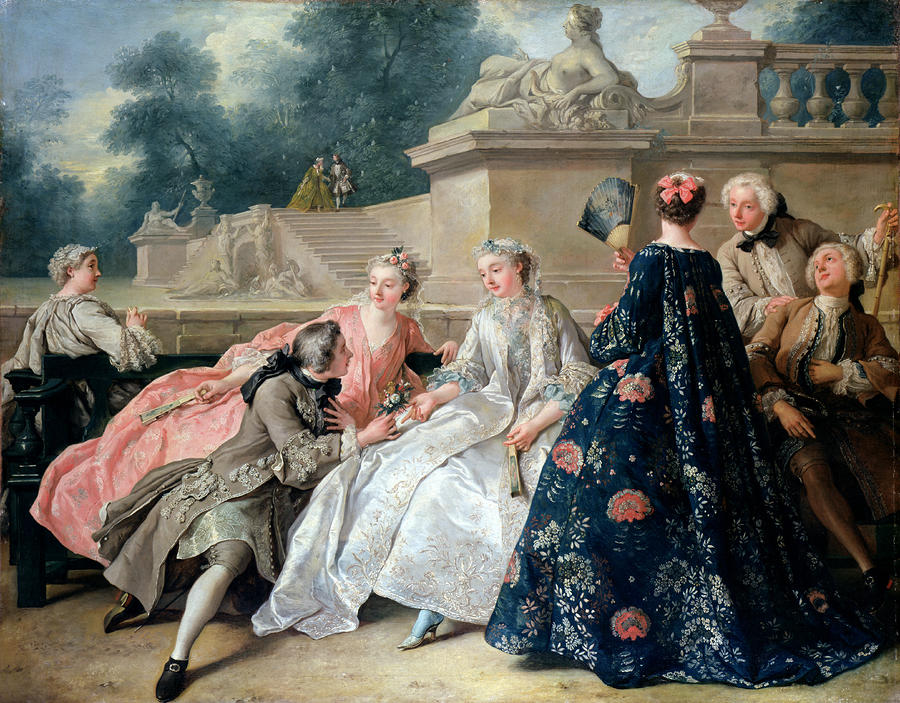
Jean François de Troy, Die Liebeserklärung, 1731. Stiftung Preussische Schlösser und Gärten, Berlin-Brandenburg

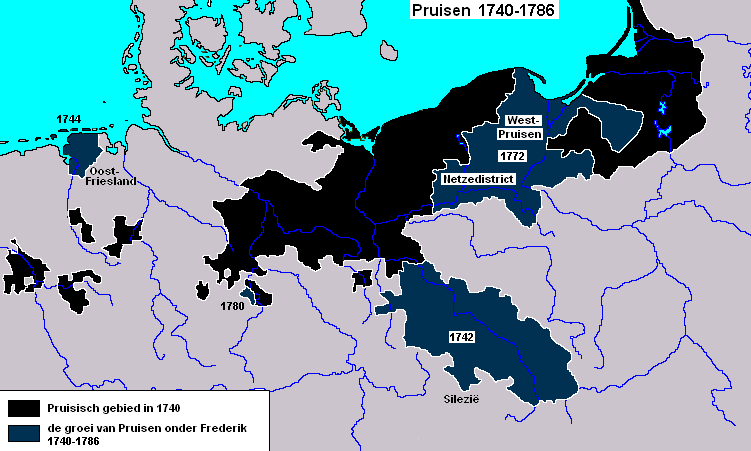
De groei van Pruisen tijdens de regering van Frederik de Grote

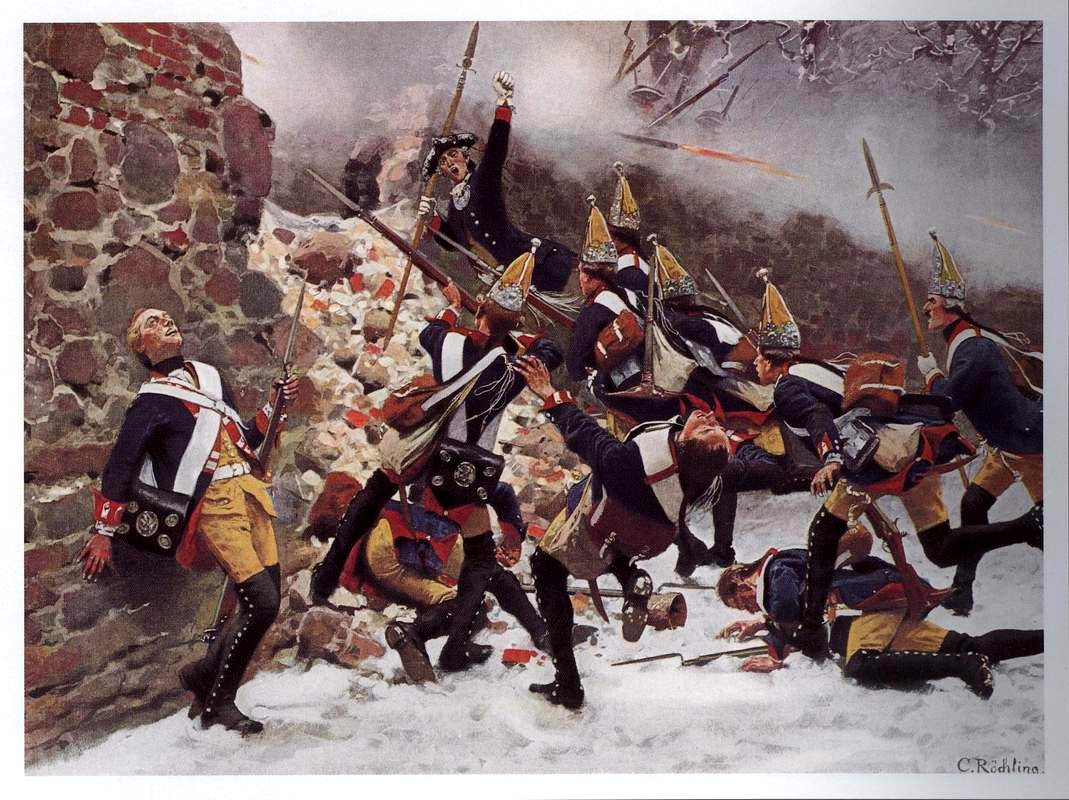
Slag bij Leuthen

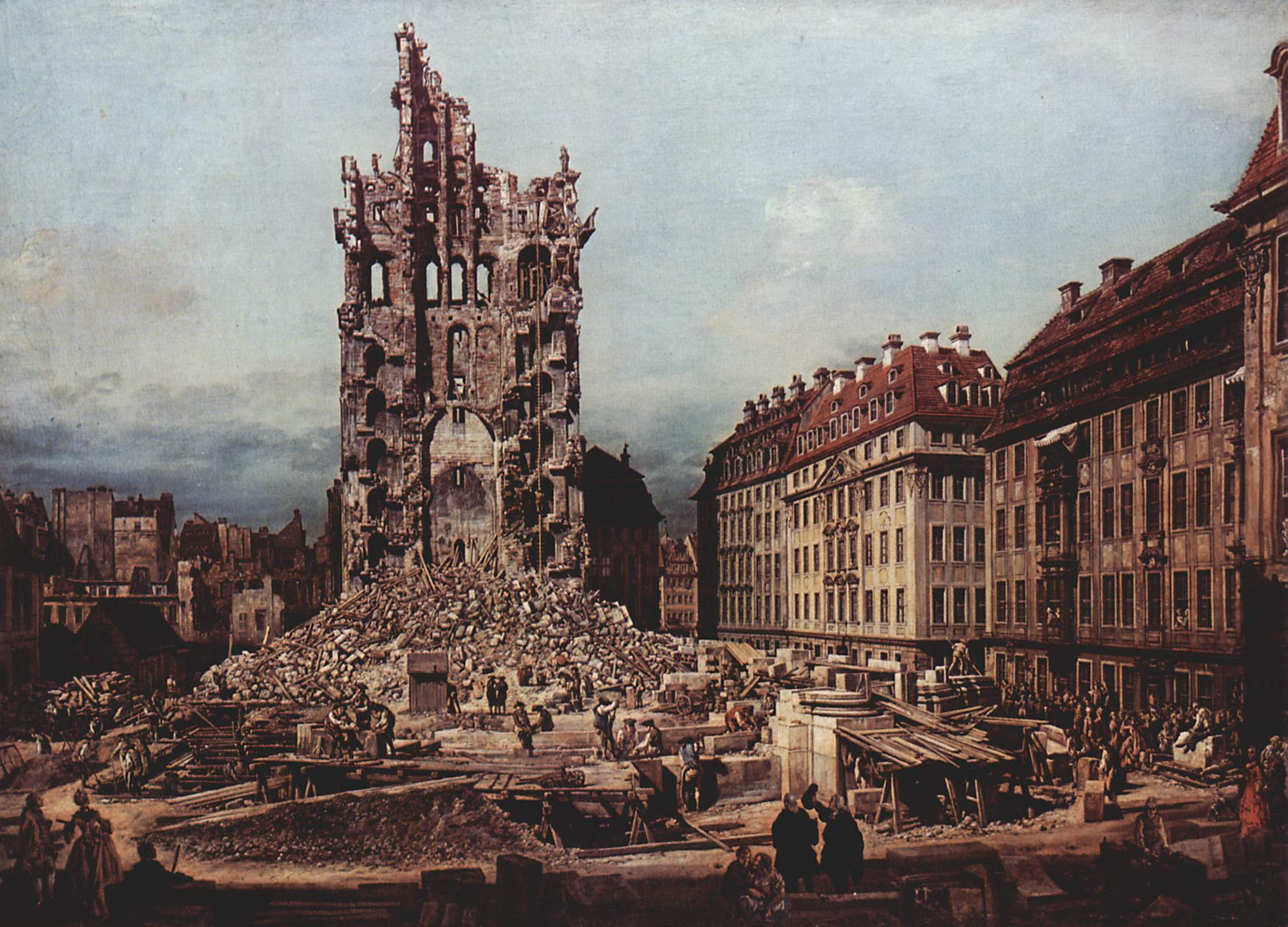
De zwaargehavende stad Dresden tijdens de Zevenjarige Oorlog

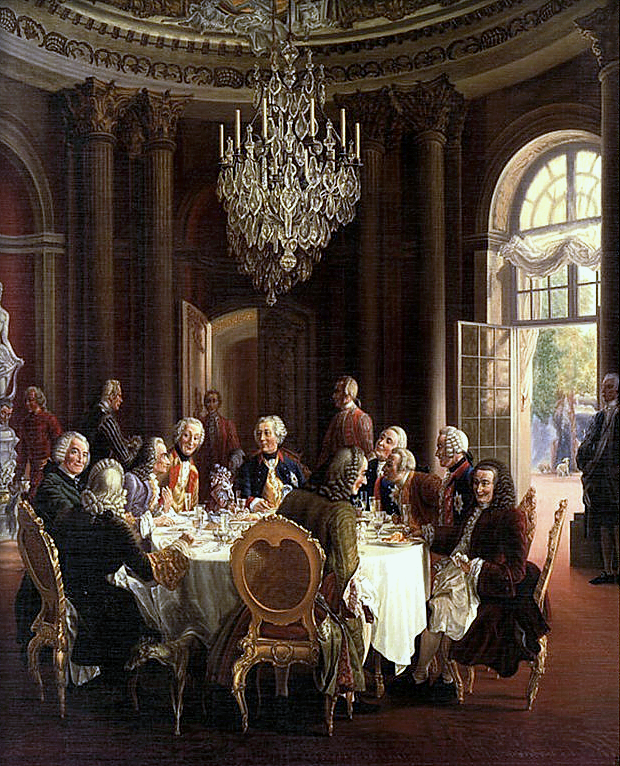
In 1945 verloren schilderij van Voltaire op Sanssouci, als derde van links, naast hem generaal von Stille in een rood uniform en vervolgens de koning. De andere gasten waren Giacomo Casanova, Markies d'Argens, Julien Offray de La Mettrie, de gebroeders George en James Keith, Friedrich Rudolf von Rothenburg en Francesco Algarotti

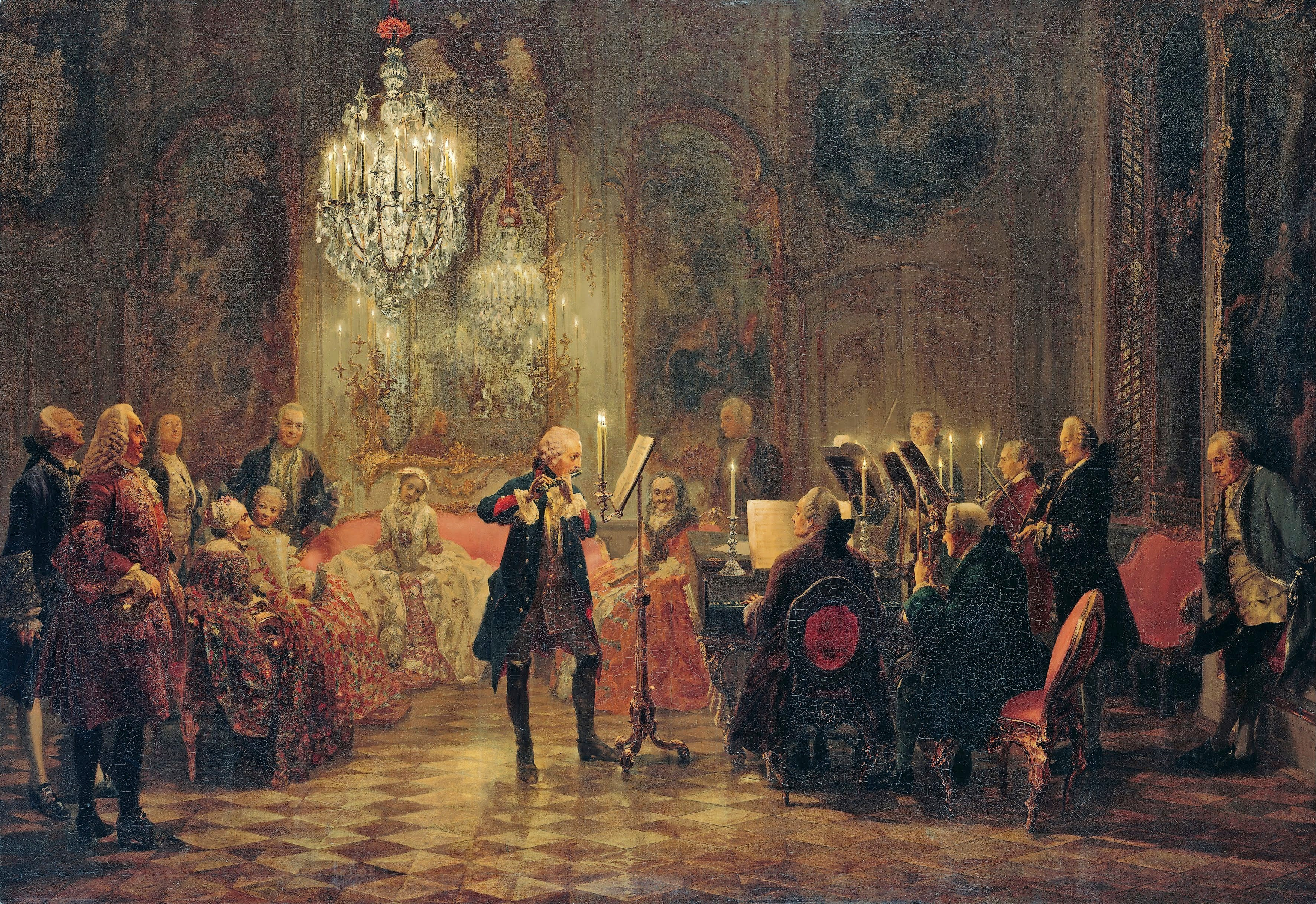
Het fluitconcert door Adolph von Menzel (1850-52)

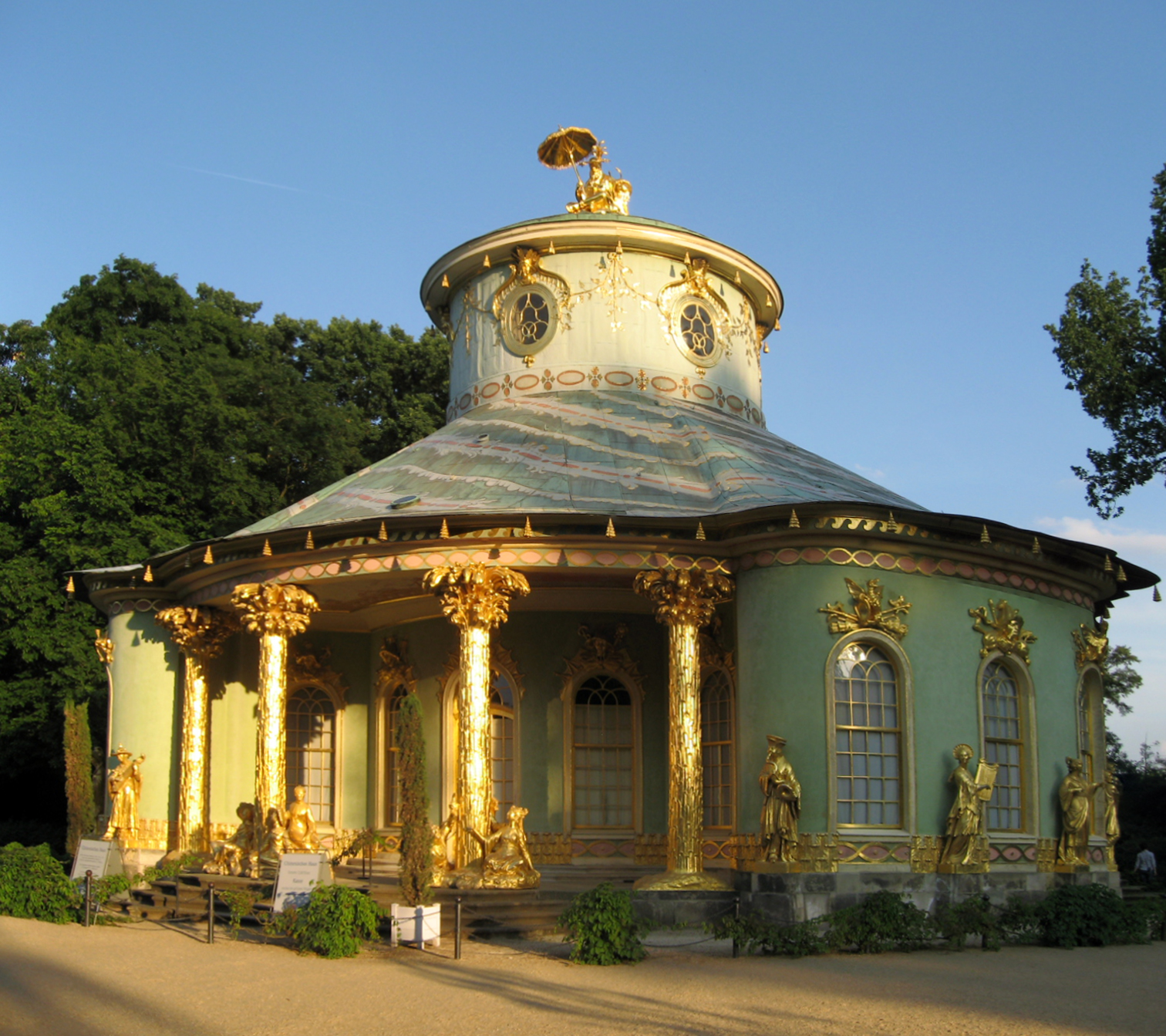
Het Chinese paviljoen of theehuis, gebouwd tussen 1754 en 1757 door Johann Gottfried Büring

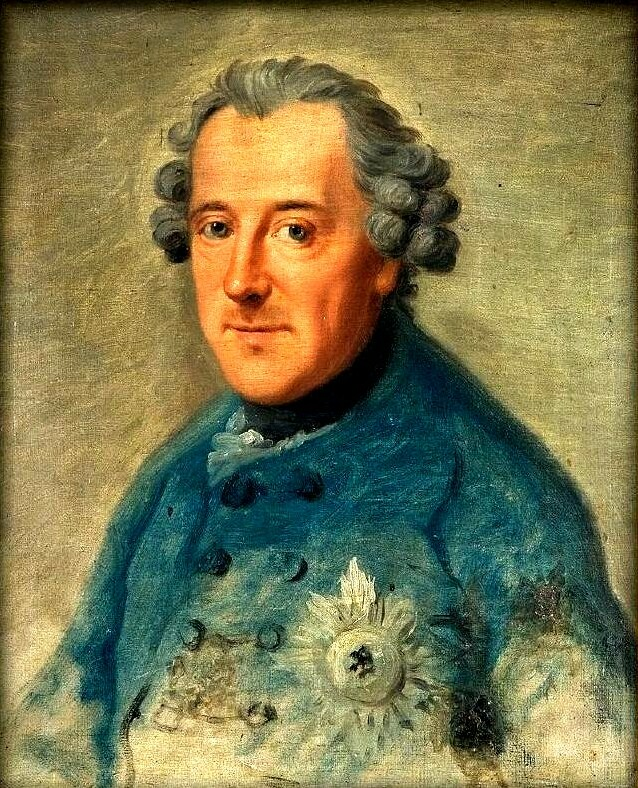
Portret uit 1763 door Johann Georg Ziesenis

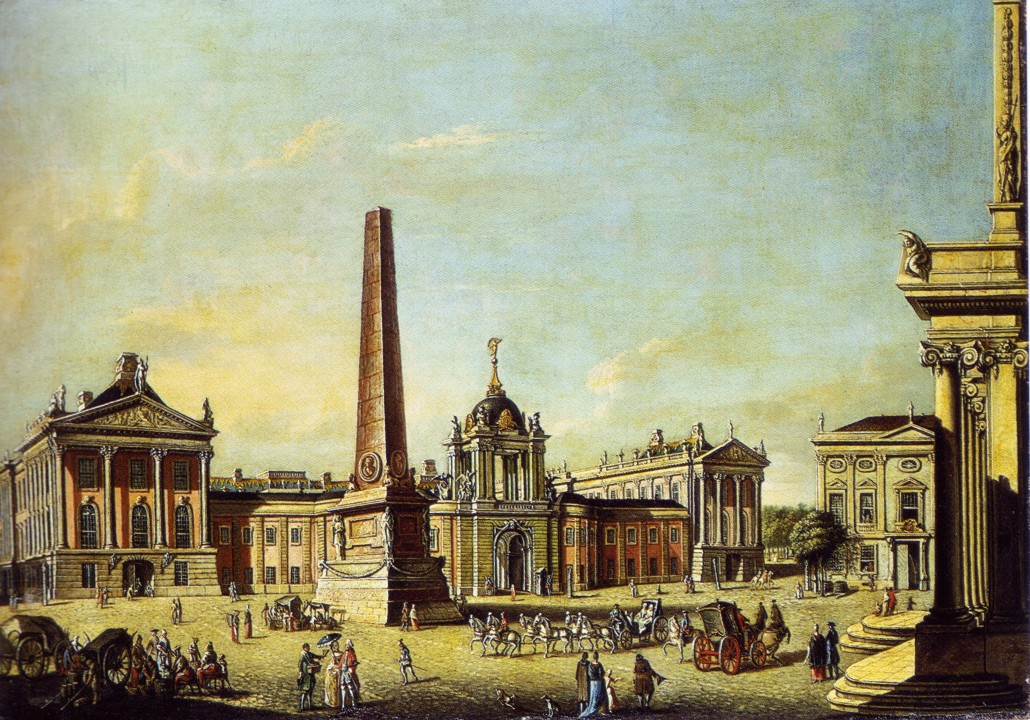
Het Stadtschloss Potsdam (1772)

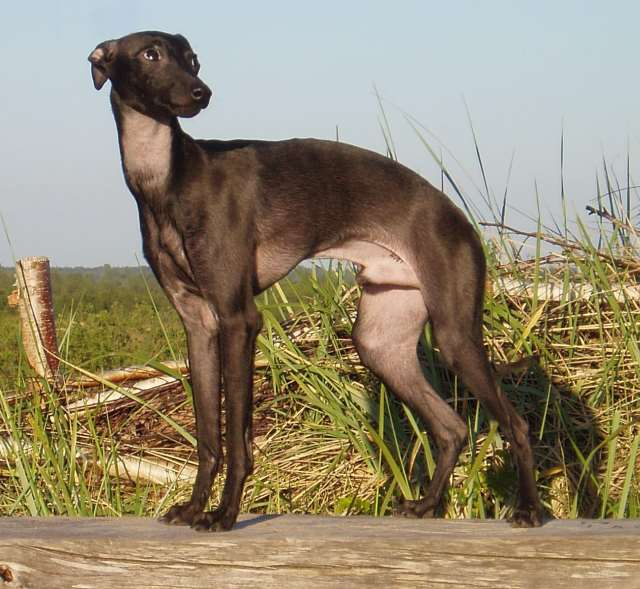
Zijn lievelingshond, de Italiaanse windhond waarnaast hij begraven wilde worden

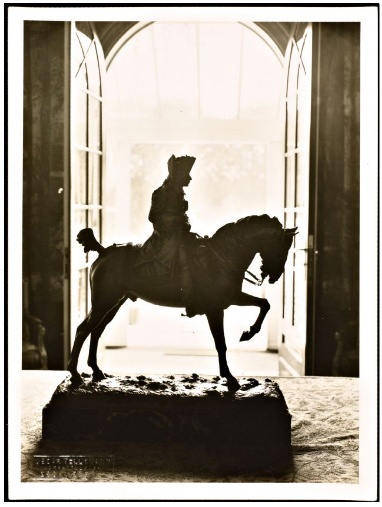
Frederik de Grote op 60-jarige leeftijd; ruiterstandbeeld in Huis Doorn.

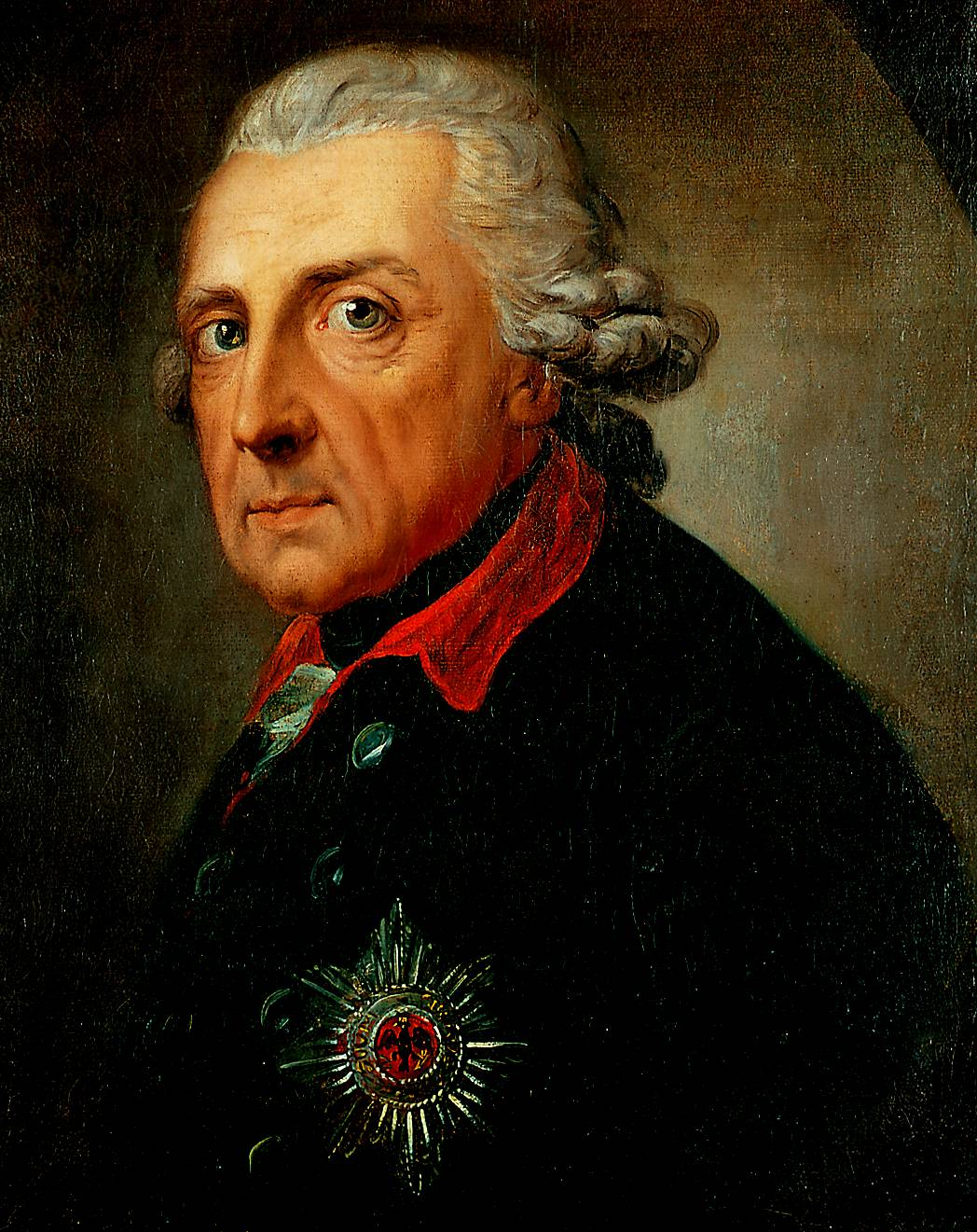
Frederik de Grote of der Alte Fritz op 68-jarige leeftijd door Anton Graff (1781)

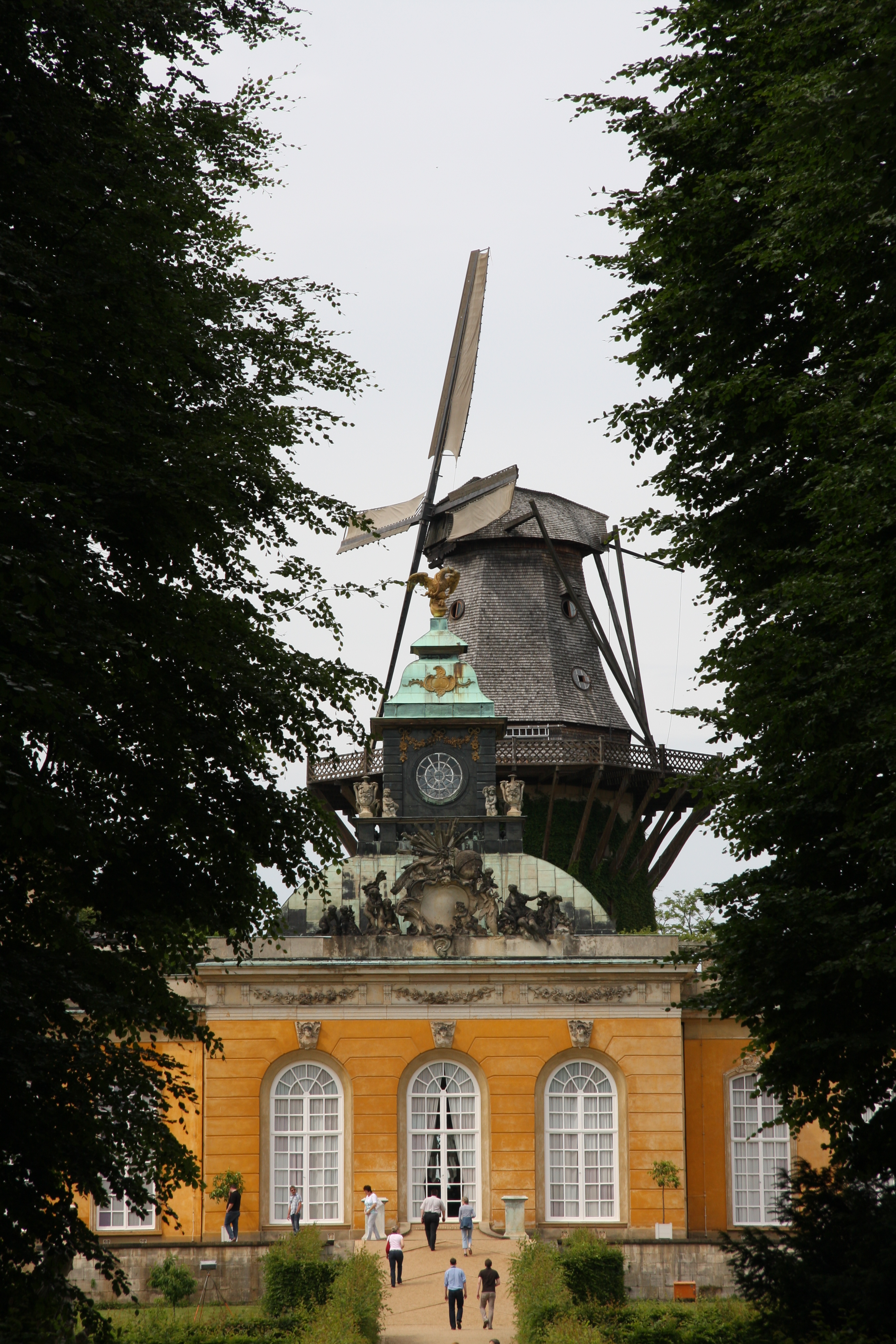
De molen waarover Frederik een rechtszaak verloor, foto juni 2009

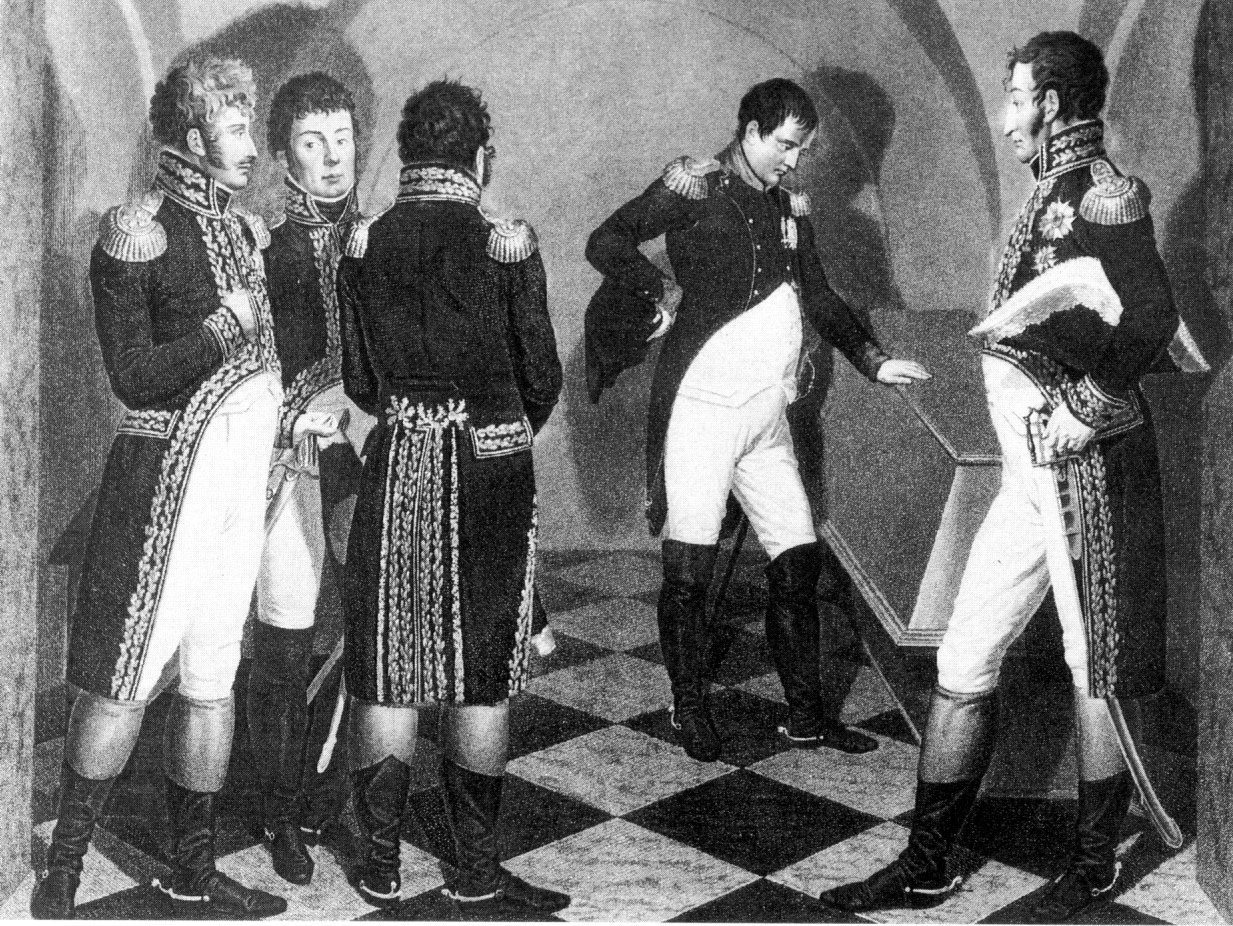
Napoleon aan het graf van Frederik de Grote (1806) in de Garnisonkirche:
"Als hij nog leefde, stond ik hier niet"

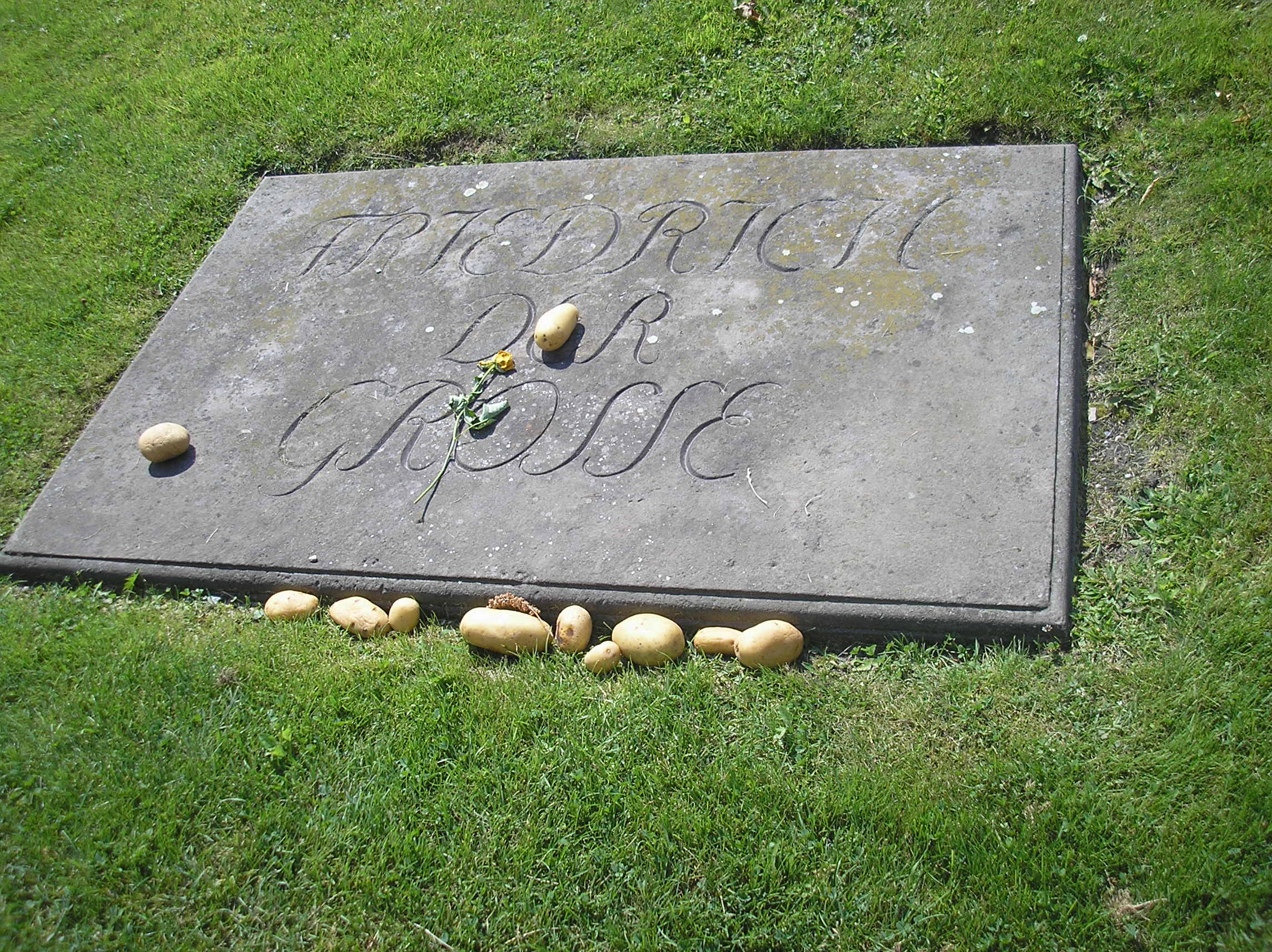
Het graf van Frederik de Grote bij Slot Sanssouci met aardappelen

Frederik II of Frederik de Grote (Berliner Stadtschloss, 24 januari 1712 — Potsdam, 17 augustus 1786) was de beroemdste en meest omstreden telg uit het huis Hohenzollern. Hij was vanaf 1740 koning in Oost-Pruisen, keurvorst of markgraaf van Brandenburg en pas vanaf 1772 koning van geheel Pruisen. Met zijn vader, de 'soldatenkoning' Frederik Willem I van Pruisen, had hij een gespannen relatie.
Op achttienjarige leeftijd probeerde hij zijn vader te ontvluchten, maar het gevolg was eenzame opsluiting totdat hij schuld bekende. In 1733 trouwde hij met Elisabeth Christine van Brunswijk-Bevern,  dochter van hertog Ferdinand Albrecht II van Brunswijk-Wolfenbüttel, van wie hij na zeven jaar huwelijk gescheiden leefde. Hij stond haar niet toe hem te bezoeken op Slot Charlottenburg of bij zijn buitenverblijf Sanssouci.
Op basis van de economische en militaire hervormingen die zijn vader, de soldatenkoning Frederik Willem I van Pruisen, had doorgevoerd, wist Frederik II Brandenburg-Pruisen om te vormen tot een Europese grote mogendheid. Hij voerde oorlogen tegen het Huis Habsburg en breidde zijn vorstendom tijdens de Oostenrijkse Successieoorlog (1740-1748) uit met Silezië en met het graafschap Oost-Friesland (1744). In de Zevenjarige Oorlog (1756-1763) sloot hij een bondgenootschap met  Engeland, en viel hij Frankrijk, Rusland, Bohemen en het Keurvorstendom Saksen aan. Door middel van handige diplomatie wist hij in 1772 door annexatie West-Pruisen te verkrijgen. In 1778-1779 was hij betrokken in de Beierse Successieoorlog om te voorkomen dat Oostenrijk een deel van Beieren in handen kreeg. In 1785 stichtte hij de Vorstenbond om een tegenwicht te bieden tegen de plannen van keizer Jozef II.
Frederik heeft de tegenstelling tussen het oppermachtige Oostenrijk en het in vele vorstendommen verdeelde Duitsland uitgebuit en gaf de Duitsers hun zelfrespect terug. Frederik ontpopte zich als een groot militair strateeg, die na zijn dood nog door vele latere generaties bewonderd werd, onder meer door Napoleon Bonaparte, die bij zijn graf in Potsdam gezegd zou hebben:
"Als hij nog leefde, stond ik hier niet".
Hij is door rechtse Duitse politici aan het begin van de 20e eeuw bewonderd. In 2012 werd met tentoonstellingen in Berlijn herdacht dat Frederik de Grote - een kleine man van nauwelijks 1,67 m - 300 jaar geleden werd geboren.

## Jeugd
Frederik was het vierde kind van de soldatenkoning Frederik Willem I en de ontwikkelde Sophia Dorothea van Hannover. "Fritz" groeide op in het kasteel van Königs Wusterhausen en wilde als kind niet met tinnen soldaten spelen, maar liever met zijn zuster Wilhelmina van Bayreuth. Hij werd geslagen toen hij van een op hol geslagen paard viel, bij koud weer handschoenen droeg en onder leiding van Jacques Égide Duhan de Jandun de declinatie van "mensa" in het Latijn oefende. Op zijn verjaardag kreeg hij geen hobbelpaard cadeau, maar een regiment of een kanon.  Frederik had een hekel aan de jacht, hij schreef gedichten, begon in 1728 dwarsfluit te spelen en leerde het door zijn vader verachte Frans. Zo ontwikkelde zich een uiterst gespannen verhouding tussen de wonderlijke en melancholieke vader en de scherpzinnige, maar betweterige zoon. Zijn moeder had een Engelse huwelijkskandidaat voor hem op het oog, hetgeen niet in overeenstemming was met de wensen van zijn vader en de huiselijke vrede verstoorde. Dit leidde op 5 augustus 1730 tot een poging met Robert Keith, een page, vanuit Steinsfurt naar Engeland te vluchten, waar de broer van zijn moeder George II van Groot-Brittannië koning was. Zijn lievelingszus Wilhelmina kreeg huisarrest opgelegd, zijn handlanger Peter Keith vluchtte. De strenge, in sommige opzichten aandoenlijke vader liet de verdeelde jury opnieuw een uitspraak doen, toen Frederiks adjudant, Hans Hermann von Katte, die ook een ingewijde was in zijn vluchtplannen, werd veroordeeld tot levenslang. De herziene uitspraak leidde tot de executie van de officier. De vader wilde zijn zoon op de knieën dwingen en vanuit het raam van het kasteel in Küstrin werd Frederik door de bewakers gedwongen naar de terechtstelling te kijken. De kroonprins schijnt te zijn flauwgevallen en het aanschouwen van de onthoofding bleef hem bespaard, maar het lijk moest op bevel van zijn vader blijven liggen voor zijn venster. Frederik werd wekenlang opgesloten, niemand mocht met hem spreken, maar er werd een manier gevonden, waardoor hij toch boeken en goed eten toegeschoven kreeg.
Frederik wist goed de aandacht op zichzelf te vestigen en half Europa, waaronder Abbé de Saint-Pierre, keizer Karel VI, en prins Eugenius van Savoye waren begaan met zijn lot. Frederik die van desertie werd beschuldigd, liet zijn voorkeur voor predestinatieleer schieten om zijn vader te behagen. Hij gaf toe dat hij fout was geweest. De kroonprins werd aan het werk gezet onder leiding van de plaatselijke gemeentesecretaris. Hij verbleef minstens een jaar in Küstrin om zich te oefenen in bestuurlijke zaken.

## Gedwongen huwelijk
In 1732 kreeg Frederik de beschikking over een regiment in Neuruppin en kon eindelijk zo veel lezen als hij wilde. In hetzelfde jaar stemde hij toe in een huwelijk met Elisabeth Christine van Brunswijk-Bevern, maar hij was niet overtuigd of zij met hem gesprekken op niveau zou kunnen voeren. Hij stond erop dat zij L'École des femmes uit het hoofd leerde.
Het echtpaar trouwde in 1733 en in 1736 nam het paar zijn intrek in Slot Rheinsberg, waar hij vier jaar lang zou wonen. Frederik had het laten verbouwen door Johann Gottfried Kemmeter en Georg Wenzeslaus von Knobelsdorff, die de twee vrij hoge torens van het oude landhuis liet staan. Er werd theater opgevoerd en muziek gemaakt en Frederik schreef zijn eerste symfonie in G-majeur en een lang traktaat, De Antimacchiavelli (L'Antimachiavel), een politieke intentieverklaring, waarin hij schreef dat gewapende agressie immoreel was en eerlijkheid de beste politiek voor een vorst.Het werd naar Voltaire gestuurd ter revisie en anoniem uitgegeven in Den Haag in september 1740.
Het waren de gelukkigste dagen uit zijn leven. Na zijn troonsbestijging in juli in Köningsberg heeft hij dit kasteel niet meer bewoond en ook niet meer met zijn vrouw samengewoond, die hij na zeven jaar niet meer kon luchten of zien.

## Meester van Vrijmetselaarsloge
In 1738 werd hij een enthousiast lid van de eerste vrijmetselaarsloge in Duitsland. In de nacht van 14/15 augustus 1738 werd Frederik ingewijd als vrijmetselaar in Brunswijk en werd al snel Meester, zonder dat zijn vader ergens weet van had. Hij vroeg Baron van Oberg en de schrijver Jacob Friedrich van Bielfeld (in 1732 in Leiden gestudeerd, in 1737 vrijmetselaar geworden in Hamburg) in het slot Rheinsberg een Loge te vestigen met Van Oberg als Meester. Na zijn kroning leidde hij na 20 juni 1740 de loge zelf. Op 13 september 1740 werd de Grote Loge gesticht naar model van Premier Grand Lodge of England, met de naam Zu den drei Weltkugeln (de drie globen). Van Bielfeld, wiens ideeën gerekend kunnen worden tot Verlicht despotisme, werd in 1748 door Frederik tot baron verheven.
In 1767 ging 'de drie globen' op in de nieuwe Schotse, de Ritus van Strikte Opmerkzaamheid (Strikte Observanz), die baron Karl Gotthelf von Hund (1722-1776) in Duitsland introduceerde om de tempeliers te doen herleven. Von Hund was in 1742 of 1743 in Parijs tot het katholicisme bekeerd en zou door 'Schotse ridders' zijn ingewijd in de orde van de tempeliers onder Grootmeester prins Karel Eduard Stuart en in 1743 meester van een loge zijn geworden.  
Gustav Freytag schreef in zijn Bilder aus der deutschen Vergangenheit (1867) dat de kring rond de koning meer weg had van een orde dan een hof: discipline, zelfverloochening en geen vrouw aanwezig. 'Iets van deze geest van zelf onderdrukking ging over op het volk. Het is het geheim van de grootheid van de Pruisische staat, de beste waarborg om te overleven.'

## Koning
Bij zijn aantreden in mei 1740 liet Frederik Slot Charlottenburg verbouwen. Hij schafte het regiment van Lange Kerls af en richtte een Garde du Corps op. Hij trok wetenschappers aan voor de door zijn vader verwaarloosde Pruisische Academie van Wetenschappen en verordonneerde dat Christian Wolff (filosoof) terug kon keren. Frederik schafte ondervraging door middel van foltering af, behalve in het geval van majesteitsschennis. Hij gaf ook bevel de censuur voor het niet-politieke deel van de Berlijnse kranten op te heffen en stelde godsdienstvrijheid in om immigratie van katholieken en hugenoten te bevorderen. In hetzelfde jaar verkocht hij Herstal aan de prins-bisschop van Luik.

### Inval in Silezië
Toen keizer Karel VI op 20 oktober 1740 zonder mannelijke opvolger in Wenen stierf, toonde Frederik zijn andere kant; hij viel op 14 december Silezië binnen. Oostenrijk beheerste de loop van de Oder; Holland, Frankrijk en Engeland zouden hem zo ver van hun grens niet tegenhouden. Door de verovering van het rijke Silezië zou het inwoneraantal met ongeveer 50% toenemen. Pruisen met zijn goedgetrainde infanterie en cavalerie was voortaan in militair opzicht ongeveer even machtig als het Habsburgse Rijk. De Silezische oorlogen hadden een diepe rancune van de kant van keizerin Maria Theresia en haar minister Wenzel Anton von Kaunitz tot gevolg. Het zou een van de oorzaken van de derde Silezische of Zevenjarige Oorlog worden.

### Oorlog met Frankrijk, Oostenrijk en Rusland
Frederik was niet alleen een kundig veldheer, maar ook een groot diplomaat. Hij voelde zich als een vis in het water en was zijn eigen minister van Buitenlandse Zaken. Frederik verbond zich met Frankrijk tegen Oostenrijk, maar beging een kapitale fout door zich in 1756 met de Engelsen te verbinden, het zogenaamde Renversement des alliances en haalde zich daarmee de vijandschap van Frankrijk op de hals. Frankrijk, Rusland en Oostenrijk konden ongeveer twee keer zoveel manschappen in de strijd werpen als Pruisen. Om de oorlog te financieren liet hij zijn munt devalueren en "Kriegsgeld", met koper geallieerd geld uitgeven. Zijn eerste nederlaag was in de Slag bij Collins, 60 km ten oosten van Praag. Frederik won aan zelfvertrouwen in de Slag bij Roßbach en de Slag bij Leuthen, waar hij de Franse en de Oostenrijkse legers versloeg. Hij werd steeds meer in het nauw gedreven en ten slotte dreigde er zelfs een totale nederlaag in de Slag bij Kunersdorf, net aan de andere kant van de Oder en leek het lot van Pruisen in 1759 bezegeld. Zijn soldaten vluchtten in paniek; Saksische soldaten die hij had ingelijfd deserteerden. Van zijn leger van 58.000 man had hij er nog 3.000 over en Frederik wenste dood te zijn. Hij gaf de markies D'Argens de opdracht een grafschrift te bedenken en een schip naar Jamaica in gereedheid te brengen voor hemzelf. D'Argens herinnerde hem aan Julius Caesar, Turenne en de prins van Condé, die eveneens nederlagen hadden moeten verwerken. Hij opereerde nauwelijks 100 km van Berlijn en zijn tegenstanders hadden te kampen met grote aanvoerproblemen en trokken zich om logistieke redenen terug. Frederik liet nieuwe troepen rekruteren. Saksen, dat provisorisch door de Pruisen en enige ministers werd bestuurd, veranderde in een slagveld en Dresden werd bij een bombardement in 1760 zwaar verwoest. De Russen en de Oostenrijkers bezetten in oktober van dat jaar enkele dagen lang Berlijn; kanalen en fabrieken werden verwoest; Slot Charlottenburg werd geplunderd. 

De staat was volledig bankroet, maar werd op wonderbaarlijke wijze gered door het overlijden van de hem zeer vijandig gezinde tsarina Elisabeth I van Rusland, eind 1761. Dat noemde hij het mirakel van het huis Brandenburg. Peter III van Rusland, die haar opvolgde, was daarentegen een mateloos bewonderaar van Frederik II en sloot meteen de Vrede van Sint-Petersburg met hem. Nadat Peter een half jaar later was vermoord, liet Catharina II van Rusland het pact met Frederik de Grote vallen. In februari 1763 werd de Vrede van Hubertusburg gesloten. Eind maart was Frederik terug in Berlijn en zette een staatsloterij op. Hij liet nieuw geld met een hoger zilvergehalte uitgeven, en verordonneerde iedereen dat te gebruiken, alhoewel het nauwelijks voorhanden was. Johann Ernst Gotzkowsky slaagde er april 1763 in voor 1,2 miljoen gulden Russische graanvoorraden opgeslagen in Kolberg aan de Pommerse kust op te kopen. Daarbij is hij gefinancierd met 100.000 gulden door de Amsterdamse koopman/verzekeraar Leendert Pieter de Neufville. De graanprijzen daalden binnen enkele maanden en beide heren, die op grote schaal gebruik maakten van ongedekte wisselbrieven, gingen failliet. Frederik wist het handelshuis Gotzkowsky overeind te houden door zijn porseleinfabriek op te kopen.
Pruisen was door de oorlog ongeveer uitgeput. Een half miljoen soldaten en burgers, ongeveer 10% van de bevolking, had het leven verloren. Maar de machtspositie van Pruisen in Europa was voor lange tijd verzekerd. In 1764 was Frederik de beroemdste man in Europa en had hij een ontmoeting met Casanova die vervolgens een baantje kreeg als trainer bij de cadetten. Casanova was teleurgesteld dat hij alleen om zijn uiterlijk was aangenomen.
In een Russisch-Turkse Oorlog (1768-1774) steunde hij Catharina. In 1772 verwierf hij bij de Eerste Poolse Deling Pommerellen en het Kulmerland. De nieuwe aanwinsten kregen in 1773 de naam West-Pruisen, het oude Pruisen - uitgebreid met het Ermland - werd dientengevolge Oost-Pruisen.
Na de afschaffing van de orde van de jezuïeten door paus Clemens XIV in 1773 vonden zij bescherming bij Frederik van Pruisen en Catharina II van Rusland. Paus Pius VII herstelde de orde weer in 1814.

### Frederik en de Republiek der Zeven Verenigde Nederlanden
De Pruisische kroonprins bezocht in 1738 zijn volle nicht Anna van Hannover in zomerresidentie Paleis Soestdijk in de Nederlandse Republiek; zij onderhielden een levendige correspondentie voornamelijk over muzikale onderwerpen. In een brief aan Voltaire, volgend op het zomerse bezoek aan het echtpaar, roemde Frederik de Grote de levensbeschouwelijke en filosofische diepzinnigheid van de prinses en haar man Willem IV van Oranje-Nassau.
- De firma Willem Gideon Deutz moet grote schade hebben geleden, toen Frederik de Grote in 1742 Silezië veroverde. De firma Deutz had een lening uitstaan in Oostenrijk en Silezische zilvermijnen in onderpand gekregen.
- In 1746 liet Frederik de moerassen aan de Oderbruch droogleggen door ingenieur Simon Leonhard van Haerlem.
- In 1754 verkocht Frederik Huis Honselaarsdijk en diverse andere bezittingen in Delfland en West-Brabant, die hij van zijn vader had geërfd voor 700.000 gulden aan Anna van Hannover.[14]
- Frederik de Grote was in 1755 incognito op bezoek bij Isaac de Pinto op zijn landhuis Tulpenburg,[15] en bezocht de schilderijenverzameling van Gerrit Braamcamp op de Kloveniersburgwal. Hij zou nog in datzelfde jaar Johann Ernst Gotzkowsky opdracht geven om schilderijen te kopen. Op zijn terugreis, in een gewone trekschuit over de Vecht, ontmoette hij Henri de Catt die in dienst was bij de familie Van Tuyll van Serooskerken op Slot Zuylen en op weg was naar Utrecht. Er ontspon zich een interessante discussie op het achterdek. Frederik was onder de indruk en nodigde hem uit naar Potsdam.
- In april 1763 kwam Leendert Pieter de Neufville naar Berlijn met het voorstel een miljoen gulden in de Koninklijke Pruisische Aziatische Compagnie in Emden te investeren. Een actie die hem duur zou komen te staan; drie maanden later was hij failliet. Meer dan 100 firma's in Hamburg en Amsterdam zouden hem nog volgen in de tijdelijke, maar heftige crisis.
- In 1768 verbleef Frederik op jachtslot 't Loo bij zijn nicht Wilhelmina van Pruisen. Zij was onmiddellijk na haar huwelijk begonnen de overheersende positie van Lodewijk Ernst van Brunswijk-Lüneburg-Bevern, de zwager van Frederik, te ondermijnen. In lange brieven had zij haar beklag gedaan aan haar oom. De operavoorstelling die avond was geen succes. Frederik nam het besluit nooit weer terug te keren. Hij pleitte nog wel voor eerherstel van Douwe Sirtema van Grovestins.
- In 1775 had hij de Nederlandse kanunnik Cornelis de Pauw als zijn voorlezer.
- In 1782 bemoeide hij zich opnieuw met de Republiek en liet via zijn gezant Friedrich Wilhelm von Thulemeier aan Joachim Rendorp en De Vrij Temminck weten, dat hij niet de kleinste schending van de voorrechten van het stadhouderschap zou dulden. Bovendien gaf hij Thulemeier te kennen niet met Agatha Theodora Geelvinck te trouwen vanwege belangenverstrengeling. In januari 1783 verloor de stadhouder verder terrein en Frederik suggereerde dat de prins open kaart moest spelen met Frankrijk,[16] mogelijk in verband met de Vrede van Parijs (1783). Frederik heeft later meer bevoegdheden voor zijn nicht bepleit en een ministerraad om stadhouder Willem V te adviseren.[17]

### Frederik en Voltaire
De 18e eeuw was de eeuw van de Verlichting en de Franse Encyclopédie.
Frederik verkeerde graag in het gezelschap van wandelende encyclopedieën, en hij nodigde de Venetiaan Francesco Algarotti al na vijf dagen uit om te blijven. Algarotti had verplichtingen, maar kwam het jaar daarop terug om zijn kroning bij te wonen. Vervolgens brachten zij een bezoek aan Bayreuth, Straatsburg en de Kleefse tuinen. 
Er zijn 654 items van correspondentie bewaard tussen Frederik en Voltaire over 42 jaar. In het begin zag Frederik zich als leerling in de filosofie, Franse taal en poëzie, later zagen ze elkaar als intellectuele gelijken. Ze schreven in het Frans, Frederiks favoriete taal, in Duits had hij weinig interesse. Frederik werd door Voltaire vergeleken met Marcus Aurelius, zowel keizer als stoïcijns filosoof en onder meer Julianus; Frederik op zijn beurt vergeleek Voltaire met Prometheus, die het vuur naar de aarde bracht om de mensheid te verlichten. Frederik schreef als kroonprins zijn eerste brief uit Berlijn op 8 augustus 1736, hij was toen 24 en Voltaire 42 jaar.
In 1738 stuurde Frederik zijn Considérations sur l'état présent du corps politique de l'Europe (Beschouwingen van de huidige staat van het politieke lichaam van Europa) en in mei 1739 liet hij hem weten bezig te zijn met de Antimachiavel, tegen de grondstellingen van Machiavelli's De vorst, die hij de vijanden van deugd en belangen van prinsen noemde. Toen het in november klaar was en Voltaire het had gelezen, schreef deze, dat het boek moest worden uitgegeven in het belang van het welzijn van de wereld.  
Op 11 september 1740 ontmoette hij Voltaire, die toen in Brussel woonde, voor de eerste maal op slot Moyland in de buurt van Kleef. Ze correspondeerden al vier jaar lang, en Frederik had hem aangeboden manuscripten te bewaren. Voltaire droeg zijn tragedie Le Fanatisme ou Mahomet le Prophète voor en Frederik was onder de indruk. Hij nodigde hem uit naar Berlijn te komen, maar zegde de afspraak af na de dood van de Habsburgse keizer. Frederik hield zich bezig met de verovering van Silezië. Toen Voltaire in november aankwam, kreeg hij geen volledige vergoeding van zijn reiskosten. Hij ontving 1300 kronen en zou te veel gevraagd hebben. Ook had hij te veel aanpassingen gemaakt in Frederiks Antimachiavel, waardoor de relatie een beetje bekoelde. Frederik stond als zuinig bekend. En Voltaire had een afkeer van oorlog. Vanwege de Eerste Silezische Oorlog reisde Voltaire al na twee weken terug.
In 1742 ontmoetten zij elkaar in Aken. Voltaire kreeg van de Franse regering van Lodewijk XV de opdracht om als geheim gezant in Berlijn langs te gaan en uit te vinden wat Frederik van plan was en de relatie tussen de monarchen hechter te maken. Voltaire kwam erachter dat Frederik een lening had gesloten in Amsterdam, dus stond er iets op het spel en berichtte naar Parijs dat zij Pruisen zouden moeten steunen. Frederik was op de hoogte van Voltaires dubbele rol. In 1744 sloot Frederik een verdrag met Frankrijk, dat twaalf jaar stand zou houden. In 1751 kwam de Franse filosoof voor hun vijfde ontmoeting langs, na het overlijden van zijn geliefde Émilie bij de bevalling van haar ongewenste kind van Saint-Lambert - zij was nooit door Frederik uitgenodigd - en verbleef na een stroeve ontvangst uiteindelijk twee jaar lang in Berlijn en op Sans Souci (zonder zorgen) in Potsdam, met een aanstelling als kamerheer en de opdracht het proza van zijn opdrachtgever te corrigeren. 
Er ontstond een breuk tussen Frederik en Voltaire, onder meer door de volgende redenen: 
een ruzie over een onbetamelijk juridisch proces over een lening die Voltaire in Berlijn had gesloten bij de Jood Hirsch; een onenigheid over een wiskundige ontdekking door Leibnitz, volgens de Hollander Johann Samuel König, of door Maupertuis, de President van de Academie; en het bij zijn vertrek, naast het ordeteken Pour le Mérite en de sleutel van kamerheer, in bezit hebben van een gedichtenbundel, door Frederik geschreven en waarvan maar twaalf exemplaren bestonden; en daar voor vijf weken vast houden in de vrije Stad Frankfurt. Mede hierdoor hebben de lastige Frederik en de onmogelijke Voltaire elkaar na maart 1753 nooit meer in levenden lijve ontmoet. Frederik bleek gesteld op rust en harmonie en zag Voltaire op dat moment liever gaan. Frederik verloor echter nooit zijn interesse in literatuur. De vorst correspondeerde toch nog ongeveer dertig jaar lang met Voltaire. 
Vanaf september 1757 schreef hij hem weer eigen handgeschreven brieven. Tijdens de Zevenjarige Oorlog schreef de toch al sceptische Frederik: 'In dit conflict zijn alle regels van eerlijk spel en fatsoen vergeten. De meest beschaafde landen vechten als wilde beesten. Ik schaam me voor de mensheid en ik bloos voor mijn eeuw. Laten we eerlijk zijn: de kunsten en filosofie zijn het eigendom van weinigen. Het gros van de mensen en de gewone kudde edelen blijven wat de natuur van hen maakte, namelijk boosaardige dieren. (..) Ondanks de filosofische scholen zal de mens de slechtste onder de dieren blijven; bijgeloof, eigenbelang, wraak, verraad, ondankbaarheid, zullen altijd bloedige en tragische gevolgen hebben, want de passies regeren ons, zelden ooit de rede. Er waren en er zullen altijd  oorlogen, rechtszaken, verwoestingen, plagen, aardbevingen, faillissementen blijven. Dat zijn de thema's van de geschiedenis. Ik neem aan dat er een noodzaak toe is.' 
En op 31 oktober 1760: 'Jij pleit vurig tegen de jezuïeten en bijgeloof. (..) De menselijke geest is zwak. Meer dan driekwart van de mensheid zijn tot slaaf gemaakt van het meest absurde fanatisme. De angst voor de duivel en de hel behekst hen, en ze walgen van de wijze die hen wenst te verlichten. De meerderheid van onze soort is dom en slecht. (..) Iedereen heeft een wild beest in zich en weinigen weten hoe het te ketenen. De meesten geven er de vrijheid aan als ze niet worden weerhouden uit angst voor de wet.' 
En in 1766: 'De vooruitgang van de menselijke rede gaat langzamer dan gedacht en hier is de oorzaak. Bijna iedereen is tevreden met vage ideeën; weinig mensen hebben de tijd om ze grondig te onderzoeken. Sommigen, vanaf hun jeugd gevangen door de ketens van bijgeloof, wensen niet of kunnen hen niet breken. Anderen, ondergedompeld in frivoliteiten, genieten van het leven zonder enig moment van reflectie, die hun pleziertjes onderbreekt. Voeg daaraan toe de bange zielen en angstige vrouwen en je hebt de samenleving. Het is veel als je een man vindt onder duizend: jij en anderen zoals jij schrijven voor hem. De anderen zijn geschokt en vervloeken je. (..) en de prinsen, die geleerd is dat ze alleen hun tronen kunnen behouden zolang de mensen gehecht zijn aan religie; en het volk, dat alleen vooroordelen heeft, hebben een hekel aan nieuwigheden, en kunnen hen niet begrijpen, die behoefte hebben aan metafysici. Hier zijn grote moeilijkheden die ik aan jou over leg en die, volgens mij, altijd hen in de weg zullen staan die de wens hebben een soortgelijke redelijke religie te verkondigen.' 
Toen Voltaire in 1770 76 jaar werd droeg Frederik bij aan de buste, die Pigalle van hem maakte. Voltaire schreef: 'het was een verrassing en genoegdoening, toen een nieuwe tragedie (Irène) werd uitgevoerd, dat het publiek, dat dertig jaar geleden Constantijn en Theodosius als model prinsen zag en zelfs als heiligen, vol hartstocht heeft geapplaudisseerd voor verzen die hen als bijgelovige tirannen beschrijven. (..) Alles dankzij Uwe Majesteit! U heeft net als uw andere tegenstanders vooroordelen overwonnen. Na de dood van Voltaire werd op 26 november 1778 in de Berlijnse Academie een Éloge voorgelezen ter zijner nagedachtenis.    
Voltaire schreef over Frederik:

 's Morgens is hij een groot koning,
na de maaltijd een groot schrijver,
de hele dag een menselijk filosoof
 en 's avonds een voortreffelijk gastheer.

### Frederik en de muziek
Frederik was een groot muziekliefhebber en een geoefend fluitspeler. Vanaf 1728 kreeg hij twee keer per jaar les van de Johann Joachim Quantz, die zich vanwege een plotseling binnenvallen van de boosaardige vader in een kast verstopte. In 1731 hoorde Frederik de opera Cleofide van Johann Adolf Hasse, tijdens een bezoek aan Dresden. Na het overlijden in 1733 van de keurvorst August II van Polen, die bijna failliet was, zijn een aantal musici naar Rupin getrokken, waaronder Franz Benda, die 53 jaar in zijn dienst zou blijven en zijn broer Johann Benda. Later zouden ook de jongere broers Georg en Joseph Benda in het orkest aangesteld worden. Aan de königliche Hofkapelle waren verder Carl Heinrich Graun (1735), de violist Johann Georg Pisendel, de klavecinist Carl Philipp Emanuel Bach verbonden. Frederik correspondeerde over muziek met Anna van Hannover en padre Martini en leverde het libretto voor de opera Montezuma van Graun. In 1741 stichtte hij de Staatsoper Unter den Linden. In januari 1742 bracht hij een bezoek aan de opera in Dresden en zag een uitvoering van een opera gecomponeerd door Johann Adolf Hasse; Algarotti stuurde hem de muziek van een aria achterna. Hasse schreef 80 fluitsonates voor Frederik, maar Frederik had een grotere voorliefde voor de composities van Muzio Clementi.
Het schrijven van fluitmuziek voor Frederik was niet altijd even makkelijk, want hij schijnt maatstrepen te hebben gehaat. Quantz werd in 1741 aangesteld als hofcomponist tegen een ongewoon hoog salaris, nadat Michel Blavet de post had afgewezen. Quantz componeerde ongeveer 300 concerti en 200 kamermuziekwerken in de galante stijl. In mei 1747 kreeg de 62-jarige Johann Sebastian Bach bij een bezoek aan het pas geopende Sanssouci een thema van Frederik opgelegd; Bach ging naar huis en schreef het zesstemmige Musikalisches Opfer. Bach  zou vervolgens "wereldberoemd" worden met dat meesterwerk. In 1774 kwam Wilhelm Friedemann Bach naar Berlijn, aanbeden door Amalia, een ongetrouwde zuster van Frederik.
Het oeuvre van Frederik de Grote bestaat uit drie wereldlijke cantates die verloren zijn gegaan, tal van opera-aria's, onder andere een gedeelte van een opera genaamd Il Re Pastore, vier fluitconcerten, 121 fluitsonates en enige marsen. Ook het Spaanse volkslied, de Marcha Real zou gebaseerd zijn op een compositie van Frederik.

### Wetenschap, literatuur, architectuur en handel
In 1740 werd de Franse wiskundige, astronoom, natuurvorser en filosoof Maupertuis, die onder meer ontdekt had dat de noord- en zuidpool afgeplat waren, op voordracht van Voltaire uitgenodigd om naar Berlijn te komen. Leonhard Euler verliet Sint-Petersburg om een benoeming aan de Berlijnse Academie te aanvaarden. Willem Jacob 's Gravesande en Jacques de Vaucanson bedankten voor de eer. In 1742 kwam Jean-Baptiste Boyer naar Berlijn. De atheïst Julien Offray de La Mettrie en Gotthold Ephraim Lessing kwamen in 1747.
Frederik had niet veel op met de toenmalige Duitse literatuur en wetenschap; uitzonderingen waren Christian Wolff, die hij na een conflict tussen theologen en filosofen had herbenoemd aan de Universiteit van Halle, en Moses Mendelssohn.
Daarnaast was Frederik erg geïnteresseerd in de architectuur en maakte hij graag schetsen van gebouwen die hem aanspraken. Slot Charlottenburg en Slot Monbijou in Berlijn heeft hij laten uitbreiden met nieuwe vleugels in rococostijl. In Potsdam heeft hij het stadsslot laten verbouwen tot zijn nieuwe winterresidentie door Von Knobelsdorff, die ook al in Rheinsberg voor hem aan het werk was geweest. Daarnaast bouwde hij in Potsdam zijn, wereldberoemde, lustslot Sanssouci en trok hij de decoratieschilder Johann August Nahl aan. Op het ontwerp had de koning zoveel invloed, dat Von Knobelsdorff afhaakte en Jan Bouman de organisatie overnam. In 1747 was Sanssouci, waar geen vrouwen werden getolereerd, mannen de was deden en bedden opmaakten, bijna klaar en kon hij het paleis betrekken. In het park liet hij een Chinees paviljoen en het Neues Palais bouwen, dat laatste was bedoeld als verblijf voor zijn gasten. Op de Gendarmenmarkt in Berlijn kwamen rond 1785 twee bijna identieke kerken met koepels en torens, uitdrukking gevend aan zijn tolerante houding ten opzichte van religie. Eerder kwamen ook de Sint-Hedwigskathedraal, de Koninklijke Bibliotheek en paleis voor prins Heinrich, nu de Humboldt-Universiteit tot stand.
In 1742 kocht hij de verzameling antieke standbeelden van Melchior de Polignac. Frederik was ook een groot liefhebber van de schilderijen van Watteau, Pater, Chardin, Lancret en Pesne. Zijn collectie achttiende-eeuwse Franse meesters is een van de belangrijkste buiten Frankrijk. Rond 1755 zou zijn smaak veranderen en verzamelde hij 39 schilderijen van Rubens en 15 van Antoon van Dyck. In 1756 kocht hij 400 schilderijen in Frankrijk. In 1764 werd de Bildergalerie (Sanssouci) geopend om bij slecht weer niet naar buiten te hoeven.
De koopman, industrieel en kunstverzamelaar Johann Ernst Gotzkowsky kreeg niet alleen opdracht schilderijen op te kopen maar in 1761 ook om een porseleinfabriek opnieuw op te starten. Toen Gotzkowsky in augustus 1763 failliet ging, nam Frederik de fabriek over; tegenwoordig is dit de Koninklijke Porselein Manufactuur (KPM).
In 1740 had Frederik een ministerie voor handel opgericht en in 1750 startte hij de Pruisische Aziatische Compagnie, waarbij de koopman Stephanus Laurentius Neale betrokken was. In Krefeld en Elberfeld was een zijde-industrie opgezet waarvoor Hollanders werden aangetrokken. Door het uitgeven van nieuwe munten met een verlaagd zilvergehalte raakte de staatskas tijdens de Zevenjarige Oorlog op dubieuze wijze weer gevuld. In 1763 startte hij een loterij; elf maanden later trok hij zich terug. De Neufville ging in augustus 1763 failliet vanwege zijn activiteiten met wisselbrieven op Hamburg; Frederik de Grote schreef een brief aan de Staten van Holland om het faillissement op te heffen. Het jaar daarop kreeg De Neufville rehabilitatie. In 1765 liet Frederik een koninklijke girobank oprichten. De Aziatische Compagnie, die De Neufville nog probeerde nieuw leven in te blazen, werd opgeheven.

### Aardappels en snuifdozen
Een van de grote verdiensten van Frederik de Grote is de invoering op grote schaal van de aardappel als volksvoedsel. Op 24 maart 1756 vaardigde hij het beroemde Kartoffelbefehl uit, waarin hij "sämtliche Land– und Steuer Räthe, Magistrate und Beamte" beval dat al zijn onderdanen met deze plant bekendgemaakt dienden te worden en dat deze op iedere beschikbare plek moest worden verbouwd. Tot op de dag van vandaag zijn er altijd een paar aardappelen te vinden op zijn graf.
Frederik was een toegewijd gebruiker van snuiftabak. Beschrijvingen van zijn verschijning maken meer dan eens melding van snuifvlekken op zijn uniform. In de nalatenschap van keizer Wilhelm II in Huis Doorn is een deel van zijn verzameling snuifdozen (die honderden exemplaren moet hebben omvat) te bewonderen.

## Persoonlijk leven
In 1735 ging hij voor de eerste keer op bezoek bij zijn zuster Wilhelmina in Bayreuth. Frederik was niet onder de indruk van wat hij zag en meende dat het kamermeisje van de prins van Wales meer geld tot haar beschikking had dan zijn zuster.
In 1738 kwam de Rotterdammer Daniel de Superville langs om Frederik te behandelen, naar verluidt aan een oedeem. De arts vond Frederik hoogst intelligent, maar beschikkend over een slecht karakter. Hij was vals, achterdochtig, egocentrisch, ondankbaar, etc. en zou een grotere vrek kunnen worden dan zijn vader. Hij had geen geloof en geen moraal, maar was daarentegen geïnteresseerd in wetenschap.
Op 15 augustus 1738 werd Frederik in Braunschweig ingewijd als lid van de Orde van Vrijmetselaren, zeer tegen de zin van zijn vader. In 1739 zou hij in Rheinsberg, in 1740 in Slot Charlottenburg een zaal als Loge inrichten, voor de thans nog bestaande Zu den drei Weltkugeln. Zijn verdere leven bleef Frederik de Orde openlijk ondersteunen.
Zijn huwelijk met Elisabeth Christine van Brunswijk-Bevern is kinderloos gebleven. Zijn echtgenote, van wie hij gescheiden leefde en die meestal op Slot Schönhausen verbleef, ontmoette hij alleen op familiefeesten. Toen zij rond 1756 voor het eerst Sanssouci bezocht, begroette hij haar met het legendarische Madame, u bent dikker geworden. Op latere leeftijd heeft Frederik zich ontwikkeld van een vrouwenhater in een mensenhater. Al in 1769 werd over hem verteld dat hij van niemand hield.
Frederik gaf, afgezien van zijn moeder en zuster Wilhelmina, weinig om zijn familie. Niettemin was hij sterk betrokken bij de opvoeding van Karel Eugenius en zijn lievelingsneef, prins Frederik Willem II van Pruisen, die hem zou moeten opvolgen. De vrouw van zijn neef, zijn eigenzinnige nicht Elisabeth van Brunswijk-Wolfenbüttel, werd na een buitenechtelijke zwangerschap verbannen naar Stettin. Frederik dwong Frederik Willem drie maanden na de scheiding een nieuw huwelijk te sluiten en voor een mannelijke opvolger te zorgen.
Frederik de Grote liep altijd in uniform en laarzen en deed inmiddels nauwelijks onder voor zijn vader. Hij was erg gesteld op zijn honden, waaronder een spaniël, maar ook op Männerfreundschaften. Dat blijkt wel uit zijn hechte vriendschap met zijn secretarissen Von Katte, Charles-Étienne Jordan, Claude Étienne Darget en voorlezers Jean-Martin de Prades en Henri Alexandre de Catt, die ook zijn Frans moesten verbeteren. Al jaren wordt gespeculeerd dat hij homoseksueel was, volgens Casanova werd daar door tijdgenoten niet geheimzinnig over gedaan. De voortzetting van de dynastie was hoe dan ook gegarandeerd door de kinderrijkdom van zijn jongere broer August Willem, destijds de favoriet van zijn vader.
Frederik was misschien liever filosoof geweest dan koning, maar nam zijn opdracht serieus. Het onthoofden van zijn vriend Katte, in opdracht van zijn vader, moet een traumatische ervaring zijn geweest en heeft volgens sommige auteurs een cynische man van hem gemaakt. Zijn verhouding met vrouwen was ingewikkeld, maar met zijn zuster Wilhelmina van Bayreuth intiem.  Met de molenaar achter Sanssouci voerde hij strijd, maar hij was niet te beroerd te erkennen dat de rechtbank het laatste woord had. Hij maakte een einde aan het lijfeigenschap, maar joeg daarmee de Pommerse adel tegen zich in het harnas. Aan het einde van zijn leven kon hij nauwelijks meer uit zijn stoel komen vanwege de jicht. Na 1780 zou hij niet meer naar de opera gaan. Frederik overleed op 17 augustus 1786.

## Na zijn dood
Overeenkomstig zijn eigen testament is der alte Fritz in 1991 alsnog begraven op het terras van zijn Slot Sanssouci in Potsdam - naast zijn geliefde windhonden. Het stoffelijk overschot werd oorspronkelijk bijgezet in de Garnisonkirche te Potsdam, naast het graf van zijn vader. 's Konings eigen wens werd als niet passend ervaren, terwijl hij duidelijk had laten weten dat hij naast zijn honden begraven wilde worden, omdat hij naar eigen zeggen 'mijn hele leven al tussen honden heb gebivakkeerd' - met dit laatste overigens de mensen aan zijn hof aanduidend. In de laatste maanden van de Tweede Wereldoorlog werd het gebalsemde lichaam vanuit de Garnisonkirche overgebracht naar een zoutmijn in Thüringen om te voorkomen dat het in handen van het Rode Leger zou vallen. Vervolgens is het lijk ondergebracht in de Elisabethkirche in Marburg (Hessen). Vanaf 1953 stond zijn sarcofaag in Burg Hohenzollern, het stamslot van het Huis Hohenzollern, in Hechingen op de Schwäbische Alb. Op 17 augustus 1991 is het uiteindelijk met groot vertoon bijgezet op het terras van zijn Sanssouci, als bezegeling van de nieuwe Duitse eenheid.

### Beoordelingen
Frederik de Grote is naderhand zeer verschillend beoordeeld. De bevolking van Berlijn schijnt opgelucht te zijn geweest toen hij stierf, want de stad had nieuwe impulsen nodig. In Breslau en Königsberg lag de zaak anders en gingen de mensen in het zwart gekleed naar herdenkingsdiensten. Friedrich Schiller wees na enkele maanden een verzoek om een gedicht te schrijven af. De filosoof Immanuel Kant (1724-1804) beschouwde hem als de ware verlichte heerser, vooral vanwege zijn religieuze tolerantie. Mirabeau zou in 1789 verslag doen in zijn Histoire sécrète de la cour de Berlin waarin hij op zijn kenmerkende wijze de levenswijze van het Pruisische hof beschreef. De romantische historicus Thomas Carlyle stelde hem voor als een held. Thomas Mann stelde hem voor als een boosaardige dwerg. Frederiks afkeer van het Duits weerhield de nazi's er niet van om hem herhaaldelijk als een oorlogsheld in hun propagandafilms te laten optreden. De acteur Otto Gebühr, die zich al sinds 1920 had toegelegd op de rol van Frederik de Grote, speelde die rol ook in de propagandafilms van het Derde Rijk. Joseph Goebbels las Hitler uit brieven voor, die door Friedrich waren geschreven na de Slag bij Kunersdorf. Deze feiten deden de SED in 1962 besluiten het Ruiterstandbeeld van Frederik de Grote van Unter den Linden naar Slot Charlottenhof in Potsdam te verplaatsen; in 1980 is het standbeeld teruggezet op zijn oorspronkelijke plek. Helmut Schmidt liet in 1969 bij zijn aantreden als minister van defensie een borstbeeld van Frederik verwijderen.
Sommige historici beschouwen Frederiks belangstelling voor de Verlichting vooral als een modeverschijnsel, een façade. Anderen wijzen erop dat zijn opvattingen over staat, religie en justitie juist doordrenkt waren van verlichte ideeën.

## Werken
- Anti-Machiavel, of oordeelkundig onderzoek, van den Vorst, van Machiavel ... Door Frederick II, Voltaire, H. Zweerts. Nederlandse vertaling uit 1741

## Citaten
- "Die Religionen Müsen alle Tolleriret werden und Mus der fiscal nuhr das auge darauf haben, das keine der andern abruch Tuhe, den hier mus ein jeder nach Seiner Fasson Selich werden!" - Godsdiensten moeten allemaal gedoogd worden en de staat moet er oog op hebben, dat geen enkele afbreuk doet aan de andere, want hier moet ieder op zijn eigen manier zalig worden!
- "Gazetten wenn sie interreßant seyn sollten nicht geniret werden müsten" - Kranten als ze interessant zijn zouden niet gecensureerd moeten worden
- "alle Religionen Seindt gleich und guht wan nuhr die leüte so sie profesiren Erliche leüte seindt, und wen Türken und Heiden kähmen und wolten das Land Pöpliren, so wollen wier sie Mosqueen und Kirchen bauen." - Alle godsdiensten zijn gelijk en goed als de mensen die ze belijden eerlijke mensen zijn en als de Turken en heidenen zouden komen en het land bevolken, dan willen wij moskeeën en kerken voor hen bouwen
- "Husaren nicht durch die Scheide, sondern durch den Säbel ihr Glück machen müssen." - Husaren moeten niet door de schede, maar door de sabel hun geluk maken.
- "Le premier devoir d'un citoyen est de servir sa patrie" - De eerste burgerplicht is zijn vaderland dienen
- "Je suis en quelque façon le pape des luthériens et des réformés le chef de l'église" - Ik ben in zekere zin de paus van de Lutheranen en het kerkhoofd van de hervormden
- "Les vertus les plus utiles dans les citoyens sont l'humanité, l'équité, la valeur, la vigilance et l'amour du travail" - De meest nuttige deugden van burgers zijn menselijkheid, waardigheid, waakzaamheid en werklust
- "il sera dit que vingt mille Prussiens ont battu cinquante mille Français et Allemands. A présent je descendrai en paix dans la tombe, depuis que la réputation et l'honneur de ma nation est sauvé. Nous pouvons être malheureux, mais nous ne serons pas déshonorés." - Er zal gezegd worden dat 20.000 Pruisen 50.000 Fransen en Duitsers verslagen hebben. Ik daal in vrede in het graf, aangezien de faam en de eer van mijn natie gered is. Wij kunnen ongelukkig zijn, maar wij zullen niet onteerd zijn.
- "Dieu est d'ordinaire pour les gros escadrons contre les petits." - God is gewoonlijk voor de grote eskadrons tegen de kleine.
- "l'histoire de l'Église nous présente l'ouvrage de la politique, de l'ambition et de l'intérêt des prêtres; au lieu d'y trouver le caractère de la Divinité, on n'y remarque qu'un abus sacrilége du nom de l'Être suprême, dont des imposteurs révérés se servent comme d'un voile pour couvrir leurs passions criminelles." - De geschiedenis van de kerk stelt ons het werk voor van de politiek, de ambitie en de belangen van de priesters; in plaats van de aard van God merkt men er misbruik van de naam van het Opperwezen, waarvan gewiekste bedriegers zich bedienen als sluier om hun misdadige passies te bedekken
- "En Turquie le souverain est despotique , il peut commettre impunément les cruautés les plus révoltantes;" - In Turkije is de vorst een despoot, hij kan ongestraft de meest weerzinwekkende gruweldaden begaan
- "Depuis le pieux Énée , depuis les croisades de S. Louis , nous ne voyons dans l'histoire aucun exemple de héros dévots. Mahomet, loin d'être dévot, n'étoit qu'un fourbe qui se servoit de la religion pour établir son empire & sa domination." - Sinds de vrome Aeneas, sinds de kruistochten van Saint Louis zien we in de geschiedenis geen enkel voorbeeld van vrome helden. Mohammed was ver van vroom, hij was maar een bedrieger die zich van de godsdienst bediende om zijn rijk en heerschappij te vestigen
- "Il n'y a de vraies richesses que celles que la terre produit." - De echte rijkdommen zijn degene die de aarde voortbrengt.
- "elle a fait honneur au trône et à son sexe" - Ze heeft de troon en haar sekse eer aangedaan.
- "il n'y a que les âmes lâches qui se vengent d'ennemis vaincus, et je ne suis pas de ce nombre." - Het zijn maar laffe zielen die zich wreken op verslagen vijanden.

## Kwartierstaat
| Frederik Willem I van Brandenburg (1620-1688) | Frederik Willem I van Brandenburg (1620-1688) | Frederik Willem I van Brandenburg (1620-1688) | Frederik Willem I van Brandenburg (1620-1688) | Frederik Willem I van Brandenburg (1620-1688) | Frederik Willem I van Brandenburg (1620-1688) | Louise Henriëtte van Nassau (1627-1667) | Louise Henriëtte van Nassau (1627-1667) | Louise Henriëtte van Nassau (1627-1667) | Louise Henriëtte van Nassau (1627-1667) | Louise Henriëtte van Nassau (1627-1667)   | Louise Henriëtte van Nassau (1627-1667)   |                                           |                                           | Ernst August van Brunswijk-Lüneburg (1629-1698) | Ernst August van Brunswijk-Lüneburg (1629-1698) | Ernst August van Brunswijk-Lüneburg (1629-1698) | Ernst August van Brunswijk-Lüneburg (1629-1698) | Ernst August van Brunswijk-Lüneburg (1629-1698) | Ernst August van Brunswijk-Lüneburg (1629-1698) | Sophia van de Palts (1630-1714)           | Sophia van de Palts (1630-1714)           | Sophia van de Palts (1630-1714) | Sophia van de Palts (1630-1714) | Sophia van de Palts (1630-1714)              | Sophia van de Palts (1630-1714)              |                                              |                                              | Ernst August van Brunswijk-Lüneburg (1629-1698) | Ernst August van Brunswijk-Lüneburg (1629-1698) | Ernst August van Brunswijk-Lüneburg (1629-1698) | Ernst August van Brunswijk-Lüneburg (1629-1698) | Ernst August van Brunswijk-Lüneburg (1629-1698) | Ernst August van Brunswijk-Lüneburg (1629-1698) | Sophia van de Palts (1630-1714)           | Sophia van de Palts (1630-1714)           | Sophia van de Palts (1630-1714)           | Sophia van de Palts (1630-1714)           | Sophia van de Palts (1630-1714)          | Sophia van de Palts (1630-1714)          |                                          |                                          | George Willem van Brunswijk-Lüneburg (1624-1705) | George Willem van Brunswijk-Lüneburg (1624-1705) | George Willem van Brunswijk-Lüneburg (1624-1705) | George Willem van Brunswijk-Lüneburg (1624-1705) | George Willem van Brunswijk-Lüneburg (1624-1705) | George Willem van Brunswijk-Lüneburg (1624-1705) | Eleonora van Olbreuze (1639-1722)     | Eleonora van Olbreuze (1639-1722)     | Eleonora van Olbreuze (1639-1722) | Eleonora van Olbreuze (1639-1722) | Eleonora van Olbreuze (1639-1722) | Eleonora van Olbreuze (1639-1722) |  |  |  |  |  |  |  |  |  |  |  |  |  |  |  |  |  |  |  |  |  |  |  |  |  |  |  |  |  |  |  |  |  |  |  |  |  |  |  |  |  |  |  |  |  |  |  |  |
| Frederik Willem I van Brandenburg (1620-1688) | Frederik Willem I van Brandenburg (1620-1688) | Frederik Willem I van Brandenburg (1620-1688) | Frederik Willem I van Brandenburg (1620-1688) | Frederik Willem I van Brandenburg (1620-1688) | Frederik Willem I van Brandenburg (1620-1688) | Louise Henriëtte van Nassau (1627-1667) | Louise Henriëtte van Nassau (1627-1667) | Louise Henriëtte van Nassau (1627-1667) | Louise Henriëtte van Nassau (1627-1667) | Louise Henriëtte van Nassau (1627-1667)   | Louise Henriëtte van Nassau (1627-1667)   |                                           |                                           | Ernst August van Brunswijk-Lüneburg (1629-1698) | Ernst August van Brunswijk-Lüneburg (1629-1698) | Ernst August van Brunswijk-Lüneburg (1629-1698) | Ernst August van Brunswijk-Lüneburg (1629-1698) | Ernst August van Brunswijk-Lüneburg (1629-1698) | Ernst August van Brunswijk-Lüneburg (1629-1698) | Sophia van de Palts (1630-1714)           | Sophia van de Palts (1630-1714)           | Sophia van de Palts (1630-1714) | Sophia van de Palts (1630-1714) | Sophia van de Palts (1630-1714)              | Sophia van de Palts (1630-1714)              |                                              |                                              | Ernst August van Brunswijk-Lüneburg (1629-1698) | Ernst August van Brunswijk-Lüneburg (1629-1698) | Ernst August van Brunswijk-Lüneburg (1629-1698) | Ernst August van Brunswijk-Lüneburg (1629-1698) | Ernst August van Brunswijk-Lüneburg (1629-1698) | Ernst August van Brunswijk-Lüneburg (1629-1698) | Sophia van de Palts (1630-1714)           | Sophia van de Palts (1630-1714)           | Sophia van de Palts (1630-1714)           | Sophia van de Palts (1630-1714)           | Sophia van de Palts (1630-1714)          | Sophia van de Palts (1630-1714)          |                                          |                                          | George Willem van Brunswijk-Lüneburg (1624-1705) | George Willem van Brunswijk-Lüneburg (1624-1705) | George Willem van Brunswijk-Lüneburg (1624-1705) | George Willem van Brunswijk-Lüneburg (1624-1705) | George Willem van Brunswijk-Lüneburg (1624-1705) | George Willem van Brunswijk-Lüneburg (1624-1705) | Eleonora van Olbreuze (1639-1722)     | Eleonora van Olbreuze (1639-1722)     | Eleonora van Olbreuze (1639-1722) | Eleonora van Olbreuze (1639-1722) | Eleonora van Olbreuze (1639-1722) | Eleonora van Olbreuze (1639-1722) |  |  |  |  |  |  |  |  |  |  |  |  |  |  |  |  |  |  |  |  |  |  |  |  |  |  |  |  |  |  |  |  |  |  |  |  |  |  |  |  |  |  |  |  |  |  |  |  |
|                                               |                                               |                                               |                                               |                                               |                                               |                                         |                                         |                                         |                                         |                                           |                                           |                                           |                                           |                                                 |                                                 |                                                 |                                                 |                                                 |                                                 |                                           |                                           |                                 |                                 |                                              |                                              |                                              |                                              |                                                 |                                                 |                                                 |                                                 |                                                 |                                                 |                                           |                                           |                                           |                                           |                                          |                                          |                                          |                                          |                                                  |                                                  |                                                  |                                                  |                                                  |                                                  |                                       |                                       |                                   |                                   |                                   |                                   |  |  |  |  |  |  |  |  |  |  |  |  |  |  |  |  |  |  |  |  |  |  |  |  |  |  |  |  |  |  |  |  |  |  |  |  |  |  |  |  |  |  |  |  |  |  |  |  |
|                                               |                                               |                                               |                                               | Frederik I van Pruisen (1657-1713)            | Frederik I van Pruisen (1657-1713)            | Frederik I van Pruisen (1657-1713)      | Frederik I van Pruisen (1657-1713)      | Frederik I van Pruisen (1657-1713)      | Frederik I van Pruisen (1657-1713)      |                                           |                                           |                                           |                                           |                                                 |                                                 | Sophie Charlotte van Hannover (1668-1705)       | Sophie Charlotte van Hannover (1668-1705)       | Sophie Charlotte van Hannover (1668-1705)       | Sophie Charlotte van Hannover (1668-1705)       | Sophie Charlotte van Hannover (1668-1705) | Sophie Charlotte van Hannover (1668-1705) |                                 |                                 |                                              |                                              |                                              |                                              |                                                 |                                                 |                                                 |                                                 | George I van Groot-Brittannië (1660-1727)       | George I van Groot-Brittannië (1660-1727)       | George I van Groot-Brittannië (1660-1727) | George I van Groot-Brittannië (1660-1727) | George I van Groot-Brittannië (1660-1727) | George I van Groot-Brittannië (1660-1727) |                                          |                                          |                                          |                                          |                                                  |                                                  | Sophia Dorothea van Celle (1666–1727)            | Sophia Dorothea van Celle (1666–1727)            | Sophia Dorothea van Celle (1666–1727)            | Sophia Dorothea van Celle (1666–1727)            | Sophia Dorothea van Celle (1666–1727) | Sophia Dorothea van Celle (1666–1727) |                                   |                                   |                                   |                                   |  |  |  |  |  |  |  |  |  |  |  |  |  |  |  |  |  |  |  |  |  |  |  |  |  |  |  |  |  |  |  |  |  |  |  |  |  |  |  |  |  |  |  |  |  |  |  |  |
|                                               |                                               |                                               |                                               | Frederik I van Pruisen (1657-1713)            | Frederik I van Pruisen (1657-1713)            | Frederik I van Pruisen (1657-1713)      | Frederik I van Pruisen (1657-1713)      | Frederik I van Pruisen (1657-1713)      | Frederik I van Pruisen (1657-1713)      |                                           |                                           |                                           |                                           |                                                 |                                                 | Sophie Charlotte van Hannover (1668-1705)       | Sophie Charlotte van Hannover (1668-1705)       | Sophie Charlotte van Hannover (1668-1705)       | Sophie Charlotte van Hannover (1668-1705)       | Sophie Charlotte van Hannover (1668-1705) | Sophie Charlotte van Hannover (1668-1705) |                                 |                                 |                                              |                                              |                                              |                                              |                                                 |                                                 |                                                 |                                                 | George I van Groot-Brittannië (1660-1727)       | George I van Groot-Brittannië (1660-1727)       | George I van Groot-Brittannië (1660-1727) | George I van Groot-Brittannië (1660-1727) | George I van Groot-Brittannië (1660-1727) | George I van Groot-Brittannië (1660-1727) |                                          |                                          |                                          |                                          |                                                  |                                                  | Sophia Dorothea van Celle (1666–1727)            | Sophia Dorothea van Celle (1666–1727)            | Sophia Dorothea van Celle (1666–1727)            | Sophia Dorothea van Celle (1666–1727)            | Sophia Dorothea van Celle (1666–1727) | Sophia Dorothea van Celle (1666–1727) |                                   |                                   |                                   |                                   |  |  |  |  |  |  |  |  |  |  |  |  |  |  |  |  |  |  |  |  |  |  |  |  |  |  |  |  |  |  |  |  |  |  |  |  |  |  |  |  |  |  |  |  |  |  |  |  |
|                                               |                                               |                                               |                                               |                                               |                                               |                                         |                                         |                                         |                                         | Frederik Willem I van Pruisen (1688-1740) | Frederik Willem I van Pruisen (1688-1740) | Frederik Willem I van Pruisen (1688-1740) | Frederik Willem I van Pruisen (1688-1740) | Frederik Willem I van Pruisen (1688-1740)       | Frederik Willem I van Pruisen (1688-1740)       |                                                 |                                                 |                                                 |                                                 |                                           |                                           |                                 |                                 |                                              |                                              |                                              |                                              |                                                 |                                                 |                                                 |                                                 |                                                 |                                                 |                                           |                                           |                                           |                                           | Sophia Dorothea van Hannover (1687-1757) | Sophia Dorothea van Hannover (1687-1757) | Sophia Dorothea van Hannover (1687-1757) | Sophia Dorothea van Hannover (1687-1757) | Sophia Dorothea van Hannover (1687-1757)         | Sophia Dorothea van Hannover (1687-1757)         |                                                  |                                                  |                                                  |                                                  |                                       |                                       |                                   |                                   |                                   |                                   |  |  |  |  |  |  |  |  |  |  |  |  |  |  |  |  |  |  |  |  |  |  |  |  |  |  |  |  |  |  |  |  |  |  |  |  |  |  |  |  |  |  |  |  |  |  |  |  |
|                                               |                                               |                                               |                                               |                                               |                                               |                                         |                                         |                                         |                                         | Frederik Willem I van Pruisen (1688-1740) | Frederik Willem I van Pruisen (1688-1740) | Frederik Willem I van Pruisen (1688-1740) | Frederik Willem I van Pruisen (1688-1740) | Frederik Willem I van Pruisen (1688-1740)       | Frederik Willem I van Pruisen (1688-1740)       |                                                 |                                                 |                                                 |                                                 |                                           |                                           |                                 |                                 |                                              |                                              |                                              |                                              |                                                 |                                                 |                                                 |                                                 |                                                 |                                                 |                                           |                                           |                                           |                                           | Sophia Dorothea van Hannover (1687-1757) | Sophia Dorothea van Hannover (1687-1757) | Sophia Dorothea van Hannover (1687-1757) | Sophia Dorothea van Hannover (1687-1757) | Sophia Dorothea van Hannover (1687-1757)         | Sophia Dorothea van Hannover (1687-1757)         |                                                  |                                                  |                                                  |                                                  |                                       |                                       |                                   |                                   |                                   |                                   |  |  |  |  |  |  |  |  |  |  |  |  |  |  |  |  |  |  |  |  |  |  |  |  |  |  |  |  |  |  |  |  |  |  |  |  |  |  |  |  |  |  |  |  |  |  |  |  |
|                                               |                                               |                                               |                                               |                                               |                                               |                                         |                                         |                                         |                                         |                                           |                                           |                                           |                                           |                                                 |                                                 |                                                 |                                                 |                                                 |                                                 |                                           |                                           |                                 |                                 |                                              |                                              |                                              |                                              |                                                 |                                                 |                                                 |                                                 |                                                 |                                                 |                                           |                                           |                                           |                                           |                                          |                                          |                                          |                                          |                                                  |                                                  |                                                  |                                                  |                                                  |                                                  |                                       |                                       |                                   |                                   |                                   |                                   |  |  |  |  |  |  |  |  |  |  |  |  |  |  |  |  |  |  |  |  |  |  |  |  |  |  |  |  |  |  |  |  |  |  |  |  |  |  |  |  |  |  |  |  |  |  |  |  |
|                                               |                                               |                                               |                                               |                                               |                                               |                                         |                                         |                                         |                                         |                                           |                                           |                                           |                                           |                                                 |                                                 |                                                 |                                                 |                                                 |                                                 |                                           |                                           |                                 |                                 |                                              |                                              |                                              |                                              |                                                 |                                                 |                                                 |                                                 |                                                 |                                                 |                                           |                                           |                                           |                                           |                                          |                                          |                                          |                                          |                                                  |                                                  |                                                  |                                                  |                                                  |                                                  |                                       |                                       |                                   |                                   |                                   |                                   |  |  |  |  |  |  |  |  |  |  |  |  |  |  |  |  |  |  |  |  |  |  |  |  |  |  |  |  |  |  |  |  |  |  |  |  |  |  |  |  |  |  |  |  |  |  |  |  |
| Wilhelmina van Pruisen (1709-1758)            | Wilhelmina van Pruisen (1709-1758)            | Wilhelmina van Pruisen (1709-1758)            | Wilhelmina van Pruisen (1709-1758)            | Wilhelmina van Pruisen (1709-1758)            | Wilhelmina van Pruisen (1709-1758)            |                                         |                                         | Frederik II van Pruisen (1712-1786)     | Frederik II van Pruisen (1712-1786)     | Frederik II van Pruisen (1712-1786)       | Frederik II van Pruisen (1712-1786)       | Frederik II van Pruisen (1712-1786)       | Frederik II van Pruisen (1712-1786)       |                                                 |                                                 | Frederika van Pruisen (1714-1784)               | Frederika van Pruisen (1714-1784)               | Frederika van Pruisen (1714-1784)               | Frederika van Pruisen (1714-1784)               | Frederika van Pruisen (1714-1784)         | Frederika van Pruisen (1714-1784)         |                                 |                                 | Philippina Charlotte van Pruisen (1716-1801) | Philippina Charlotte van Pruisen (1716-1801) | Philippina Charlotte van Pruisen (1716-1801) | Philippina Charlotte van Pruisen (1716-1801) | Philippina Charlotte van Pruisen (1716-1801)    | Philippina Charlotte van Pruisen (1716-1801)    |                                                 |                                                 | Louisa Ulrika van Pruisen (1720-1782)           | Louisa Ulrika van Pruisen (1720-1782)           | Louisa Ulrika van Pruisen (1720-1782)     | Louisa Ulrika van Pruisen (1720-1782)     | Louisa Ulrika van Pruisen (1720-1782)     | Louisa Ulrika van Pruisen (1720-1782)     |                                          |                                          | August Willem van Pruisen (1722—1758)    | August Willem van Pruisen (1722—1758)    | August Willem van Pruisen (1722—1758)            | August Willem van Pruisen (1722—1758)            | August Willem van Pruisen (1722—1758)            | August Willem van Pruisen (1722—1758)            |                                                  |                                                  | ... + 5 broers en 4 zusters           | ... + 5 broers en 4 zusters           | ... + 5 broers en 4 zusters       | ... + 5 broers en 4 zusters       | ... + 5 broers en 4 zusters       | ... + 5 broers en 4 zusters       |  |  |  |  |  |  |  |  |  |  |  |  |  |  |  |  |  |  |  |  |  |  |  |  |  |  |  |  |  |  |  |  |  |  |  |  |  |  |  |  |  |  |  |  |  |  |  |  |

- Bibsys: 90133705
- Biblioteca Nacional de Chile: 000046624
- Biblioteca Nacional de España: XX1066275
- Bibliothèque nationale de France: cb11886351h (data)
- Catàleg d'autoritats de noms i títols de Catalunya: 981058508258906706
- CiNii: DA01956996
- Gemeinsame Normdatei: 118535749
- International Standard Name Identifier: 0000 0001 2120 7885
- KulturNav: e8f5e8ca-5eb8-4457-a229-0f880382bac8
- Library of Congress Control Number: n80056902
- Nationale Bibliotheek van Letland: 000091652
- MusicBrainz: 25ed94e2-11a5-4471-b02e-e425ed9354f1
- Bibliotheek van het Japanse parlement: 00532753
- Nationale Bibliotheek van Tsjechië: jn19981001250
- Nationale bibliotheek van Australië: 35104552
- Nationale Bibliotheek van Israël: 987007261484505171
- Nationale Bibliotheek van Polen: a0000001178875
- Nationale en Universitaire bibliotheek Zagreb: 000710138
- Nederlandse Thesaurus van Auteursnamen: 070222037
- Réseau des bibliothèques de Suisse occidentale: 02-A000066621
- RKD-Nederlands Instituut voor Kunstgeschiedenis: 482844
- Istituto Centrale per il Catalogo Unico: RAVV013429
- LIBRIS: 316293
- SNAC: w68f0m7c
- Système universitaire de documentation: 027405222
- Museum of New Zealand Te Papa Tongarewa: 47750
- Trove: 827790
- Union List of Artist Names: 500214602
- Virtual International Authority File: 12303200
- WorldCat: E39PBJjRXhFJfFMpBwTJt8Kcfq